# Navigli (Milano)

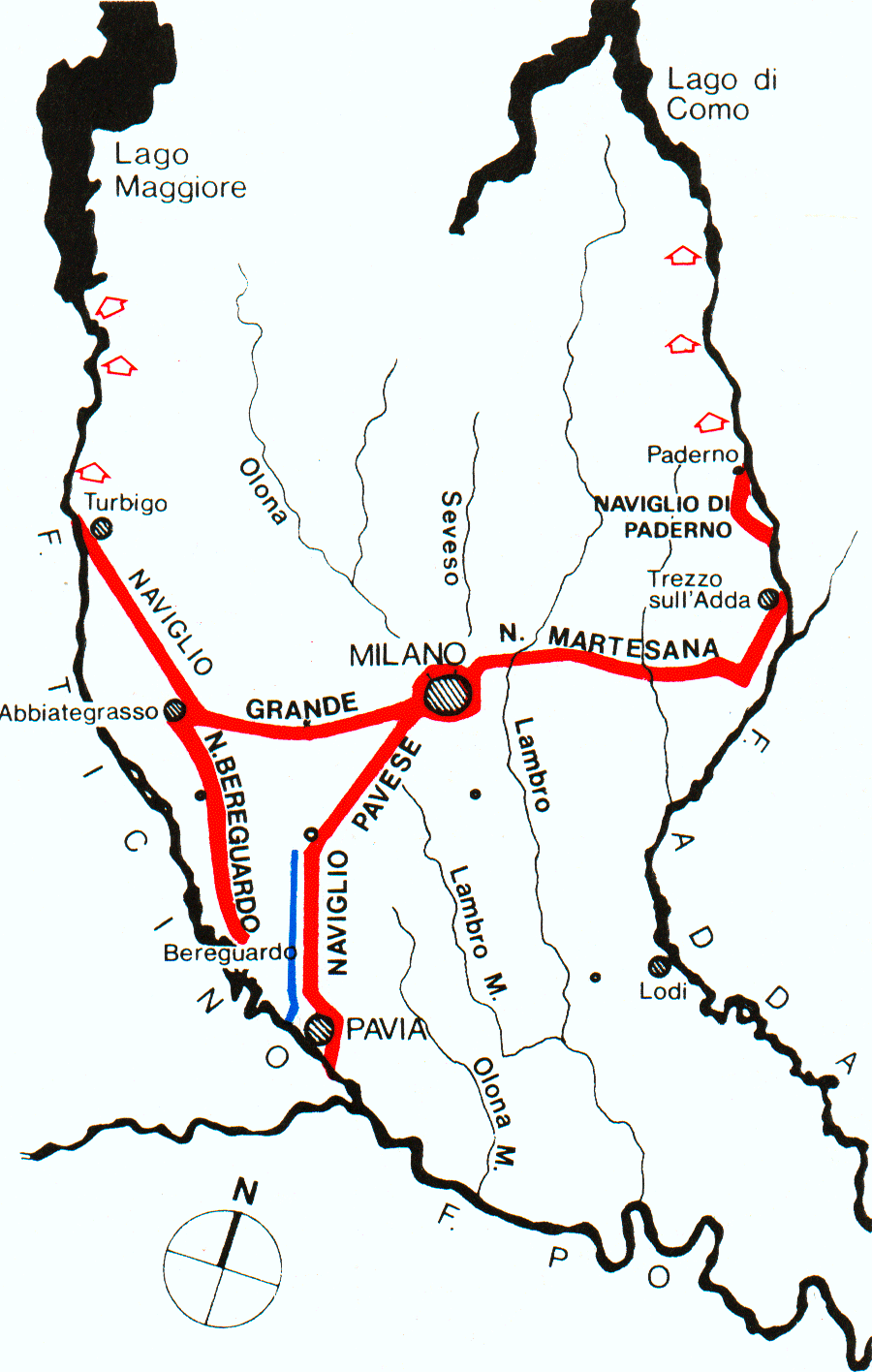
Navigli del Milanese e del Pavese nel XX secolo

I Navigli di Milano sono un sistema di canali irrigui e navigabili, con baricentro la città lombarda di Milano, che metteva in comunicazione il lago Maggiore, quello di Como e il basso Ticino aprendo al capoluogo lombardo le vie d'acqua della Svizzera e dell'Europa nordoccidentale, del Cantone dei Grigioni e dell'Europa nordorientale e, infine, quella del Po verso il mare Adriatico.

## Descrizione

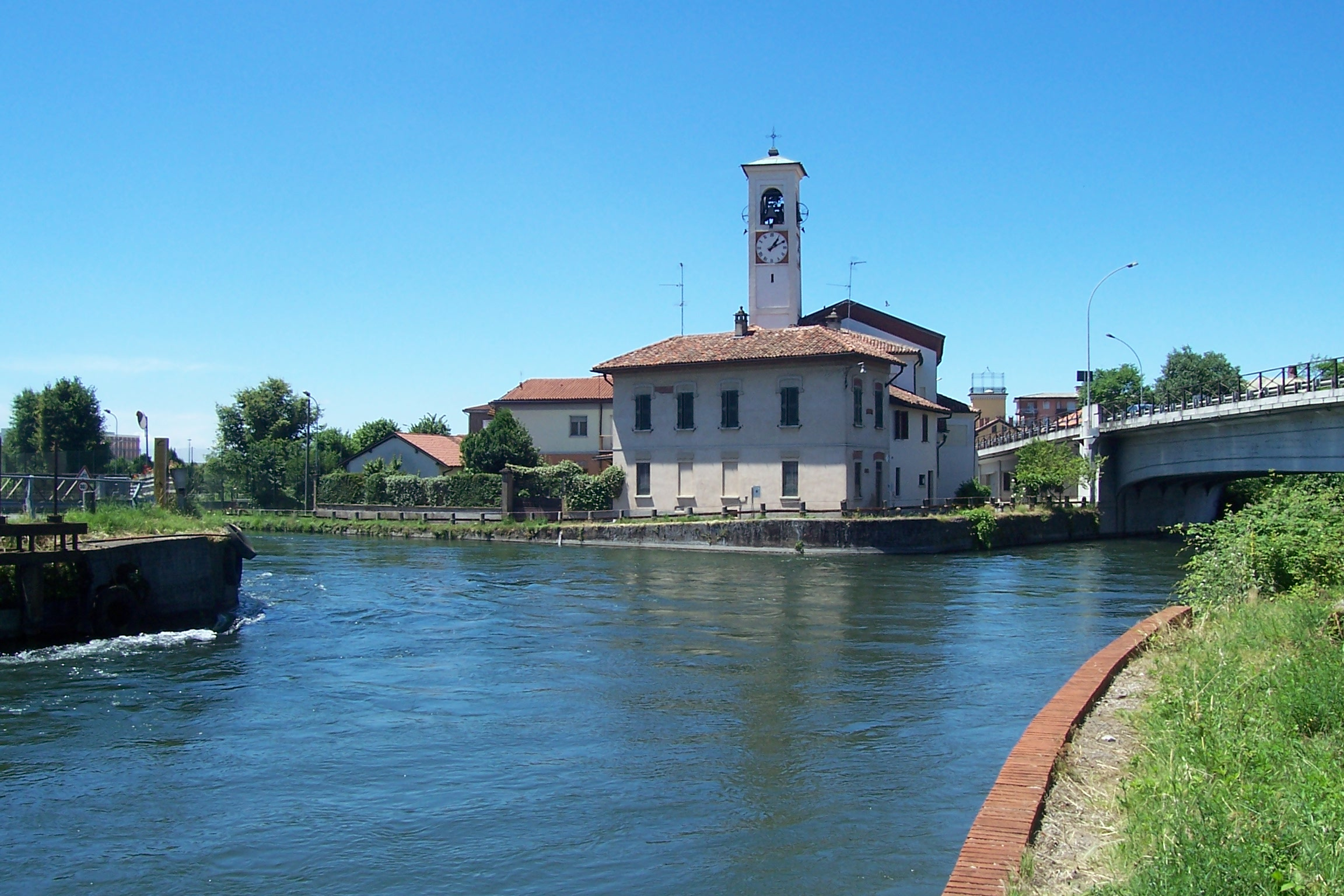
L'incile del Naviglio di Bereguardo a Castelletto di Abbiategrasso

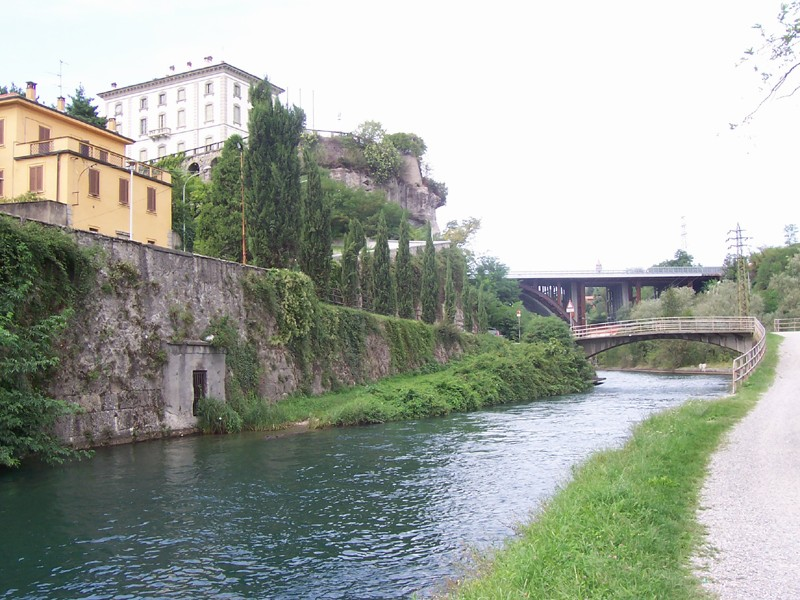
Il Naviglio della Martesana a Concesa

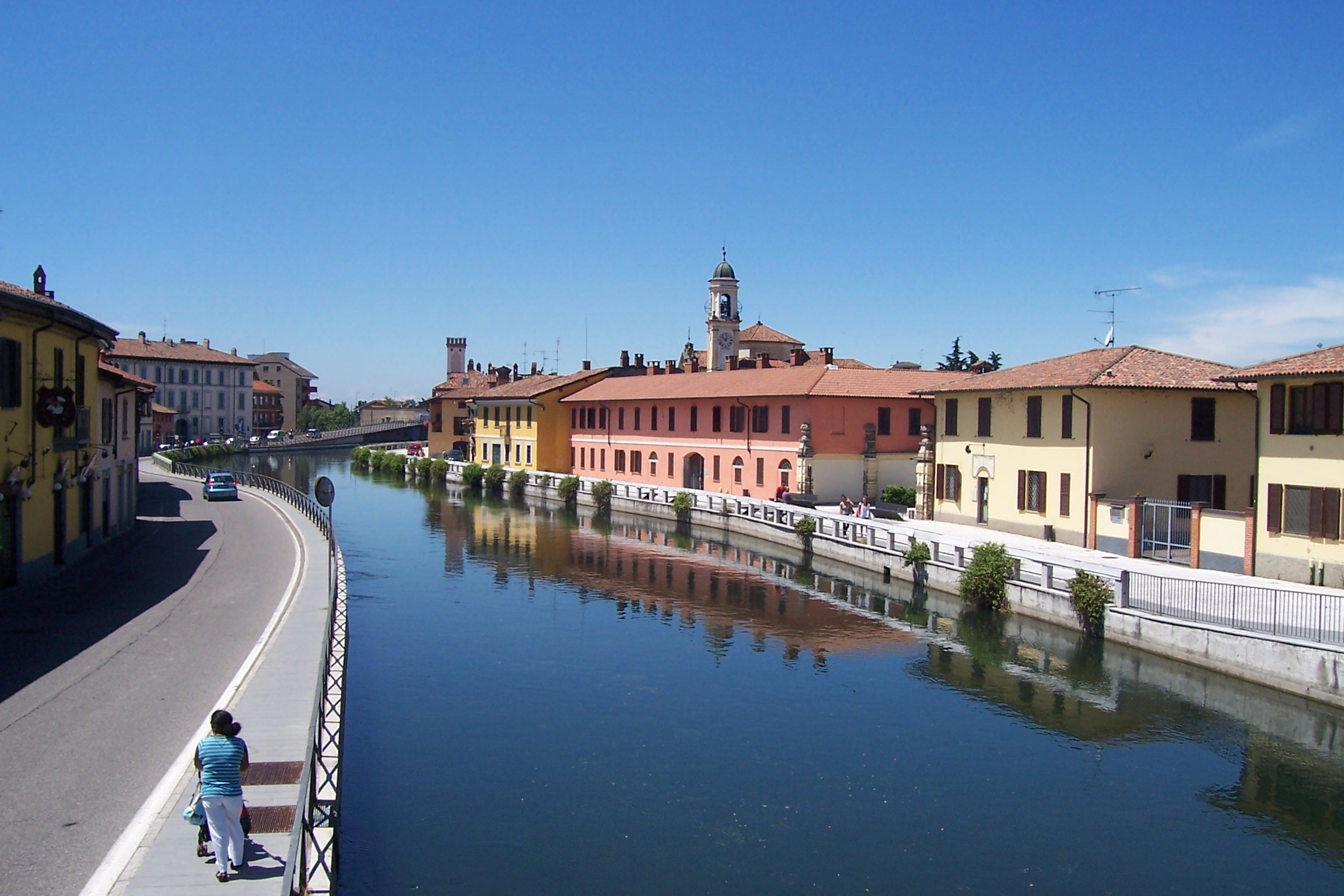
Il Naviglio Grande a Gaggiano

Col regime regolare delle acque dei Navigli si irrigarono e resero produttive vastissime aree, collegandosi con l'opera di bonifica iniziata dai monaci delle abbazie a sud della città già nel X secolo. La costruzione dell'intero sistema è durata dal XII al XIX secolo. La Cerchia dei Navigli (anche conosciuta come Naviglio Interno, Fossa Interna o Cerchia Interna) rappresentava la "cerniera" cittadina milanese che consentiva il funzionamento del sistema nel suo complesso.
I navigli che fanno parte del sistema dei Navigli milanesi sono:
- Naviglio Grande
- Naviglio Pavese
- Naviglio della Martesana
- Naviglio di Paderno
- Naviglio di Bereguardo
- Navigliaccio
- Cerchia dei Navigli (non più esistente)
- Naviglio di San Marco (non più esistente)
- Naviglio Vallone (non più esistente)

Mentre gli specchi d'acqua artificiali sono:
- Darsena di Porta Ticinese
- Laghetto di San Marco (non più esistente)
- Laghetto di Santo Stefano (non più esistente)
- Porto fluviale romano di Milano (non più esistente)

Invece le conche di navigazione più importanti presenti lungo i Navigli milanesi sono:
- Conca dell'Incoronata (in disuso)
- Conca di Viarenna (in disuso)
- Conca Fallata
- Conchetta

Altri canali artificiali facenti parte dell'idrografia di Milano sono:
- Cavo Ticinello
- Cavo Redefossi
- Canale Ticinello
- Vettabbia

## Mappa

L'idrografia di Milano nel 2018

## Storia

### La deviazione del Seveso

L'isola Brera a Milano lungo l'Olona, ora non più esistente, che si trovava in corrispondenza della moderna piazza De Agostini, in una foto del 1930 circa

Il primigenio insediamento celtico che diede origine a Milano, il cui toponimo era forse Medhelan, fu in seguito, da un punto di vista topografico, sovrapposto e sostituito da quello romano; quest'ultimo, che fu chiamato dagli antichi Romani Mediolanum, fu poi a sua volta rimpiazzato da quello medievale. Il centro urbano di Milano è costantemente cresciuto a macchia d'olio, fino ai tempi moderni, attorno al primo nucleo celtico.
L'insediamento celtico aveva un solo fiume che lo interessava direttamente, il torrente Nirone, e un fontanile, il Molia (o Mollia). Il Nirone lambiva l'antica Mediolanum, mentre il Molia sgorgava nei pressi dell'insediamento raccogliendo da nord alcune rogge; entrambi erano compresi tra l'Olona, che scorreva più a ovest, e il Seveso, il cui alveo naturale era situato più a est.
I tre fiumi maggiori che fanno parte dell'idrografia milanese (Lambro, Seveso e Olona) scorrevano nei loro alvei naturali, il Lambro e l'Olona più lontani dalla città, mentre il Seveso era più vicino, fermo restando che si trovavano a una certa distanza da Mediolanum. Dei tre, l'unico che non ha subito modifiche nel corso dei secoli è il Lambro, che scorre ancora nel suo antico alveo naturale, mentre l'Olona e il Seveso furono deviati dagli antichi Romani.
Il territorio di Mediolanum era ricchissimo d'acqua visto che l'insediamento si trovava sulla "linea dei fontanili", laddove vi è l'incontro, nel sottosuolo, tra strati geologici a differente permeabilità, cosa che permette alle acque profonde di riaffiorare in superficie

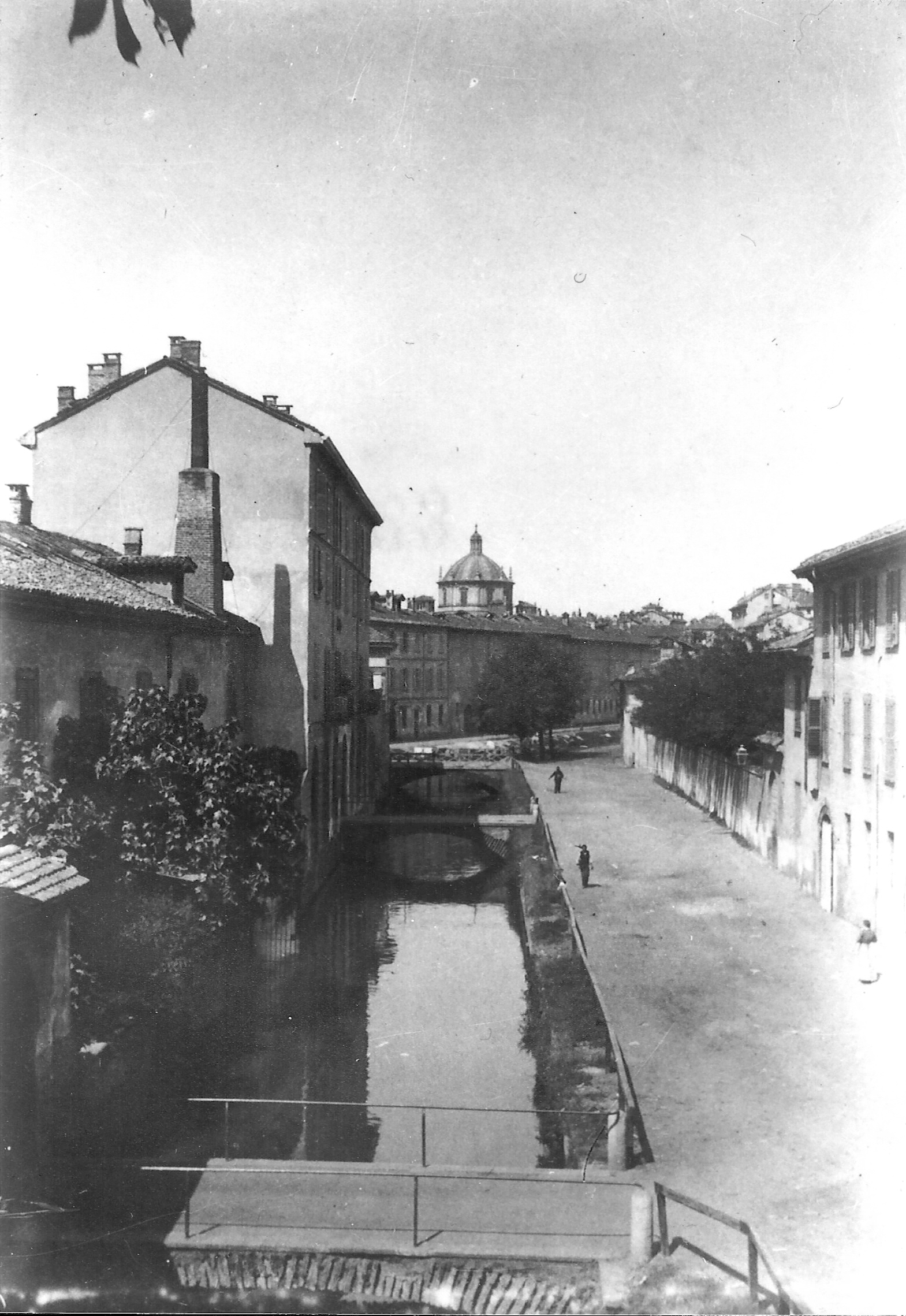
La Vettabbia in via Calatafimi a Milano nel 1880. Costruita dagli antichi Romani, secondo la Chronica Mediolanensis era navigabile fino al Lambro e da questo, via Po, si raggiungeva il mare.

Per praticare l'agricoltura e per muoversi su un terreno altrimenti paludoso, i Celti hanno dovuto necessariamente regolarizzare il flusso delle acque ricorrendo a canalizzazioni e drenaggi, cui si sono sovrapposte opere successive che hanno fatto perdere la traccia e la memoria del sistema idrico milanese originario.
Nel 222 a.C. gli antichi Romani conquistarono Milano. Le città romane erano grandi consumatrici d'acqua, sia per usi pubblici che per usi domestici, e quindi gli antichi Romani studiarono a fondo l'ingegneria idraulica, di cui diventarono profondi conoscitori. A Mediolanum non occorrevano acquedotti, visto che l'acqua era abbondante e facilmente raggiungibile: essa affiorava dal suolo dalle risorgive e scorreva vicina nei fiumi e nei torrenti, e ciò rispondeva pienamente alle esigenze della vita quotidiana della città.
Il Seveso è stato il primo fiume facente parte dell'idrografia di Milano a cui gli antichi Romani modificarono il percorso: il suo corso naturale originariamente lo portava, provenendo da nord est, a sfiorare Mediolanum sul suo lato orientale. L'alveo naturale del Seveso seguiva poi il percorso del moderno Cavo Redefossi, sfociando infine nel Lambro a Melegnano. Secondo la ricostruzione fatta nel 1911 dall'ingegner Felice Poggi, all'altezza di Milano, il Seveso sarebbe originariamente transitato nei pressi delle future mura medievali, da Porta Orientale medievale a Porta Romana medievale, il cui luogo dove sarebbero sorte, in epoca romana, era al di fuori dal centro abitato dell'antica Mediolanum.
Gli antichi Romani realizzarono un anello d'acqua formato da due rami, il Grande Sevese e il Piccolo Sevese, che diventarono poi il fossato delle mura romane di Milano. In particolare il Grande Sevese costituiva il lato settentrionale, meridionale e orientale del fossato, mentre il Piccolo Sevese ne formava il suo ramo occidentale. Il Grande Sevese e il Piccolo Sevese esistono ancora e sono i canali più antichi di Milano, dato che risalgono all'età romana repubblicana.
Dal Seveso fu poi realizzata una derivazione che portava acqua alle Terme Erculee, erette tra la fine del III secolo e l'inizio del IV dall'imperatore Massimiano Erculio e andate distrutte durante le invasioni barbariche del V secolo o nel 1162, quando l'imperatore Federico Barbarossa fece radere al suolo Milano.

### Il primo porto fluviale di Milano
Giunto nei pressi dell'attuale via Larga, a causa di una depressione naturale, il fiume Seveso un tempo formava un ampio bacino (ne sarebbero, tra l'altro, testimoni antichi toponimi come via Poslaghetto e via Pantano): qui vi sarebbe stato costruito, dagli antichi Romani, il primo porto fluviale di Milano, che era in comunicazione, tramite la Vettabbia, con il Lambro, il Po e quindi il mare.
Di questo collegamento fa menzione nell'XI secolo Landolfo Seniore nella sua Historia Mediolanensis, mentre una "patente" di Liutprando re dei Longobardi (690-740) parla di un porto tra Lambro e Po. Ancora a favore della tesi, due ritrovamenti, uno in piazza Fontana e l'altro in via Larga, di un lungo manufatto romano (un pavimento litico su palafitte) che appare come una banchina portuale. Il materiale, costituito da lastre in serizzo di due metri e mezzo e pali di rovere, è conservato al Museo Civico di Storia Naturale di Milano.

### La deviazione dell'Olona

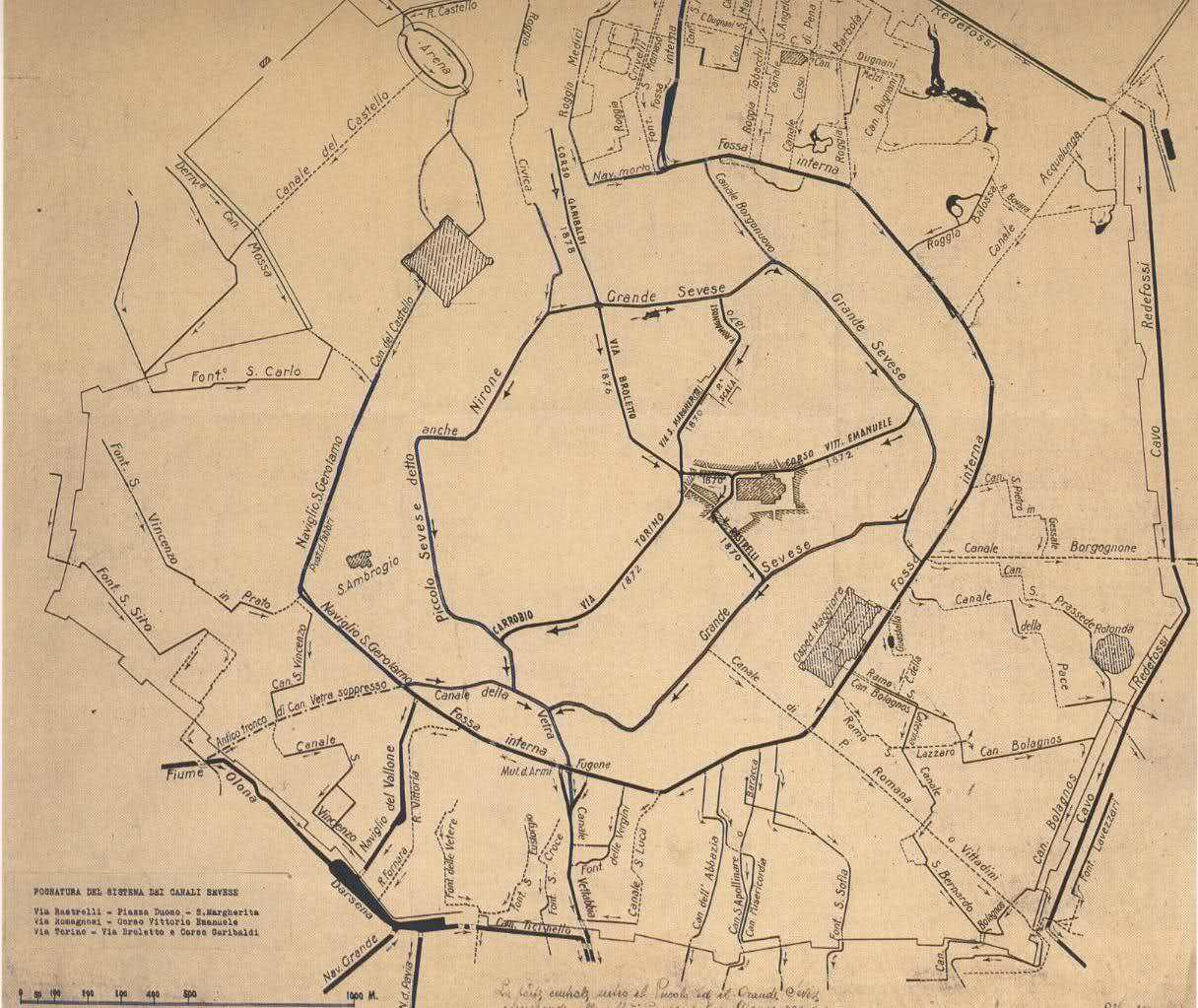
Mappa schematica del 1870 che raffigura l'idrografia di Milano con segnati i corsi d'acqua, sia naturali che artificiali, che attraversavano la città. Anticamente l'Olona percorreva un alveo artificiale che era conosciuto come "canale Vetra"

Fino dall'antichità, all'altezza della Maddalena, odierno quartiere di Milano, l'Olona fu deviato verso la città con l'obiettivo di portarvi acqua: in epoca romana sboccava nel fossato delle mura difensive repubblicane poi, dal XII secolo, nel fossato difensivo attorno ai bastioni medievali entrando in città dalla moderna piazza della Resistenza Partigiana e successivamente (1603) nella Darsena di Porta Ticinese.
In particolare l'Olona, durante il Medioevo, confluiva nel fossato in corrispondenza della moderna piazza della Resistenza Partigiana, mentre in epoca romana continuava il percorso cittadino arrivando alla moderna piazza Vetra, dove riversava le sue acque nel fossato grazie all'omonimo canale. Dal fossato medievale ebbe poi origine la Cerchia dei Navigli, mentre i due rami del fossato romano furono chiamati, come già accennato, Grande Sevese e Piccolo Sevese.
In origine l'Olona, giunto a Lucernate, frazione di Rho, percorreva il suo alveo naturale verso sud attraversando la moderna Settimo Milanese e passando a diversi chilometri da Milano per poi percorrere l'alveo dell'Olona inferiore o meridionale e sfociare nel Po a San Zenone.
Con il passare dei secoli la popolazione di Milano divenne molto numerosa, e il modesto regime idrico di Seveso e Merlata non era più sufficiente a coprire il fabbisogno d'acqua della popolazione. L'Olona fu deviato verso Milano anche per un altro motivo: avere un corso d'acqua che costeggiasse interamente la via Mediolanum-Verbannus, antica strada romana che congiungeva Mediolanum (la moderna Milano) con il Verbannus Lacus (il lago Verbano, ovvero il lago Maggiore).
Parte del tracciato della via Mediolanum-Verbannus, che venne utilizzato anche nel Medioevo e nei secoli seguenti, fu ripreso da Napoleone Bonaparte per realizzare la strada statale del Sempione.

### Navigli alla metà del XII secolo

Una mappa di Milano del XVII secolo: si vedono il percorso dell'Olona da Lampugnano alla Maddalena, le mura, le cascine e i mulini, mentre non esiste ancora la Darsena

Durante le invasioni barbariche del V secolo, che portarono alla caduta dell'Impero romano d'Occidente, il complesso intrico di canali e rogge costruite per la bonifica e l'irrigazione attorno alla città decadde, con i campi coltivati tra Milano e Pavia che lasciarono il posto alla boscaglia e alla palude.
Furono i monaci dell'abbazia di Chiaravalle e quelli dell'abbazia di Morimondo, appartenenti all'ordine cistercense, ordine religioso che venne fondato solo pochi decenni prima in Francia e che favorì in tutta Europa la ripresa dell'agricoltura e delle attività manifatturiere, a riportare, nel XII secolo, nella bassa pianura milanese, le coltivazioni nonché a introdurre i prati a marcita, a reintrodurre l'allevamento, a ripristinare il funzionamento della rete di canali e rogge e a far rinascere le attività artigianali della lavorazione della lana. I documenti conservati nei due monasteri citati sono particolarmente ricchi per quel che riguarda i diritti d'acqua, gli acquisti di fondi e l'apertura di mulini ad acqua.
Nel 1152 fu costruito per scopi militari tra Abbiategrasso e Landriano un nuovo canale artificiale deviando una parte delle acque del Ticino con il precipuo obiettivo di scoraggiare le incursioni dei pavesi, alleati di Federico Barbarossa, imperatore del Sacro Romano Impero e nemico di Milano. Il Canale Ticinello, questo il suo nome, ha resistito nei secoli e una sua parte è giunta sino a noi.
Quattro anni più tardi, nel 1156, sempre per difendersi da Federico Barbarossa, Milano si dotò di nuove mura in legno, che vennero circondate da un ampio fossato allagato dalle acque del Seveso e del Merlata. Questo fu il secondo sistema di mura di Milano, che sono conosciute come cinta dei terraggi e che in parte inglobavano i resti del primo sistema difensivo della città, le mura romane di Milano. Da questo fossato, grazie a lavori di ampliamento effettuati nei secoli successivi terminata la sua funzione militare, ebbe origine la Cerchia dei Navigli.
Come conseguenza della distruzione di Milano del 1162, Federico Barbarossa ordinò l'interramento del fossato. Tuttavia, a partire dal 1167, i milanesi diressero i propri sforzi in verso opposto rispetto agli ordini imperiali, intraprendendo una serie di lavori che nel giro di quattro anni comportarono la realizzazione di un più efficace sistema difensivo, questa volta in muratura, dotato di un fossato allagato dalle acque dell'Olona che, in questa occasione, subì la seconda deviazione della sua storia. Contestualmente vennero realizzate le porte di Milano e una chiusa tra Porta Ticinese e la pusterla di Sant'Eufemia.

### La Cerchia dei Navigli

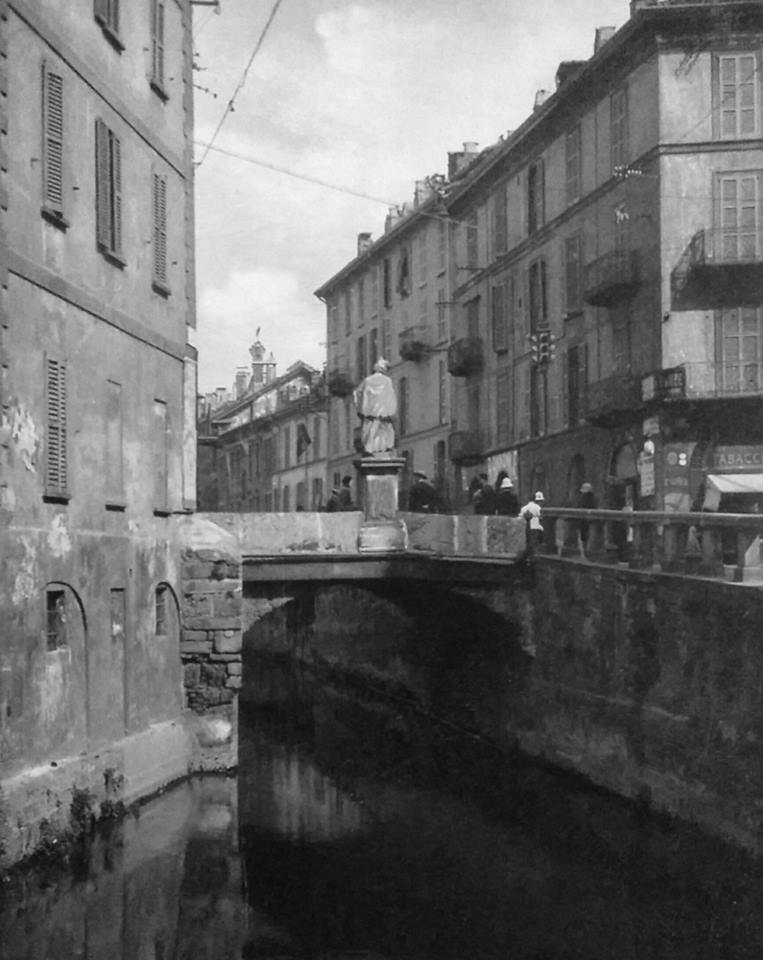
La Cerchia dei Navigli in via Santa Sofia e il ponte d'incrocio su corso di Porta Romana con la statua di San Giovanni Nepomuceno in un'immagine della fine degli anni venti del XX secolo

Il ponte delle Sirenette quando si trovava ancora in via Visconti di Modrone, lungo la Cerchia dei Navigli. Con l'interramento di quest'ultima, è stato spostato all'interno di Parco Sempione

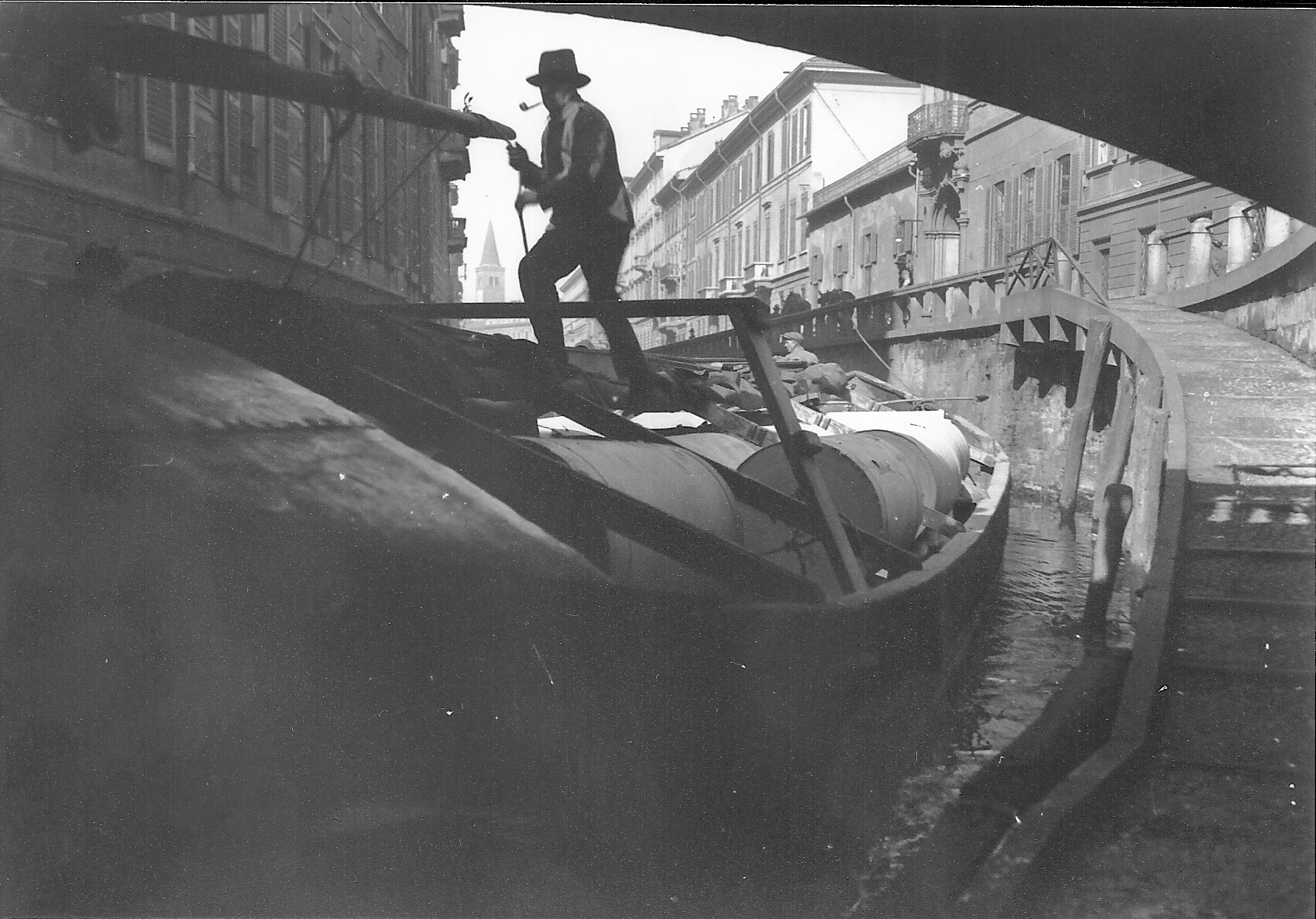
Un barcone carico di bobine di carta per il Corriere della Sera entra in via Fatebenefratelli, lungo la Cerchia dei Navigli

Pescatori in via Senato lungo la Cerchia dei Navigli (1910)

Realizzata come fossato difensivo delle mura medievali di Milano a partire dal 1156 e trasformato in Naviglio nella sua parte sud-est tra il 1387 e il 1496 grazie ai lavori di canalizzazione e ampliamento voluti dai Visconti e dagli Sforza, la Cerchia dei Navigli (anche conosciuta come Naviglio Interno, Fossa Interna o Cerchia Interna) era il raccordo del sistema dei Navigli di Milano.
L'unica parte della Cerchia dei Navigli che rimase semplice fossato non navigabile fu quella verso il Castello Sforzesco, ovvero il tratto situato a nord-ovest: la sua funzione restò infatti quella di portare acqua al fossato del castello. I due rami della Cerchia dei Navigli che si dirigevano verso il Castello Sforzesco erano chiamati Naviglio di San Gerolamo (quello che scendeva dal vertice meridionale della fortificazione lungo via Carducci) e Naviglio Morto (quello che scendeva dal suo vertice settentrionale lungo via Pontaccio).
La Cerchia dei Navigli, nel complesso, era un anello d'acqua che racchiudeva il centro storico medievale di Milano, da cui il nome. Come immissario la Cerchia dei Navigli aveva il laghetto di San Marco, che era originato dal Naviglio di San Marco (ovvero dall'ultimo tratto del Naviglio della Martesana, che cambiava nome in Naviglio di San Marco dopo la Conca dell'Incoronata), mentre come emissari aveva il Naviglio Vallone, che poi confluiva nella Darsena di Porta Ticinese, e un canale scolmatore che scaricava l'eventuale portata in eccesso della Cerchia dei Navigli nella Vettabbia.
Il tracciato della Cerchia dei Navigli corrispondeva alle attuali vie Fatebenefratelli, Senato, San Damiano, Visconti di Modrone, Francesco Sforza, Santa Sofia, Molino delle Armi, De Amicis, Carducci, piazza Castello e via Pontaccio. È stato completamente interrato in ottemperanza al Piano Beruto, primo piano regolatore di Milano, a partire dal 16 marzo 1929 con i lavori che si sono conclusi nell'anno successivo. È in corso un progetto che ha l'obiettivo di ripristinare l'antico canale navigabile (quindi solamente la parte sud-est dello storico canale milanese) lungo il tracciato originario.

### Navigli nel XIII e nel XIV secolo

Il laghetto di San Marco nel 1920

La Conca di Viarenna, la prima realizzata in Europa, fotografata nel 1890

Il laghetto di Santo Stefano, accanto alla Ca' Granda

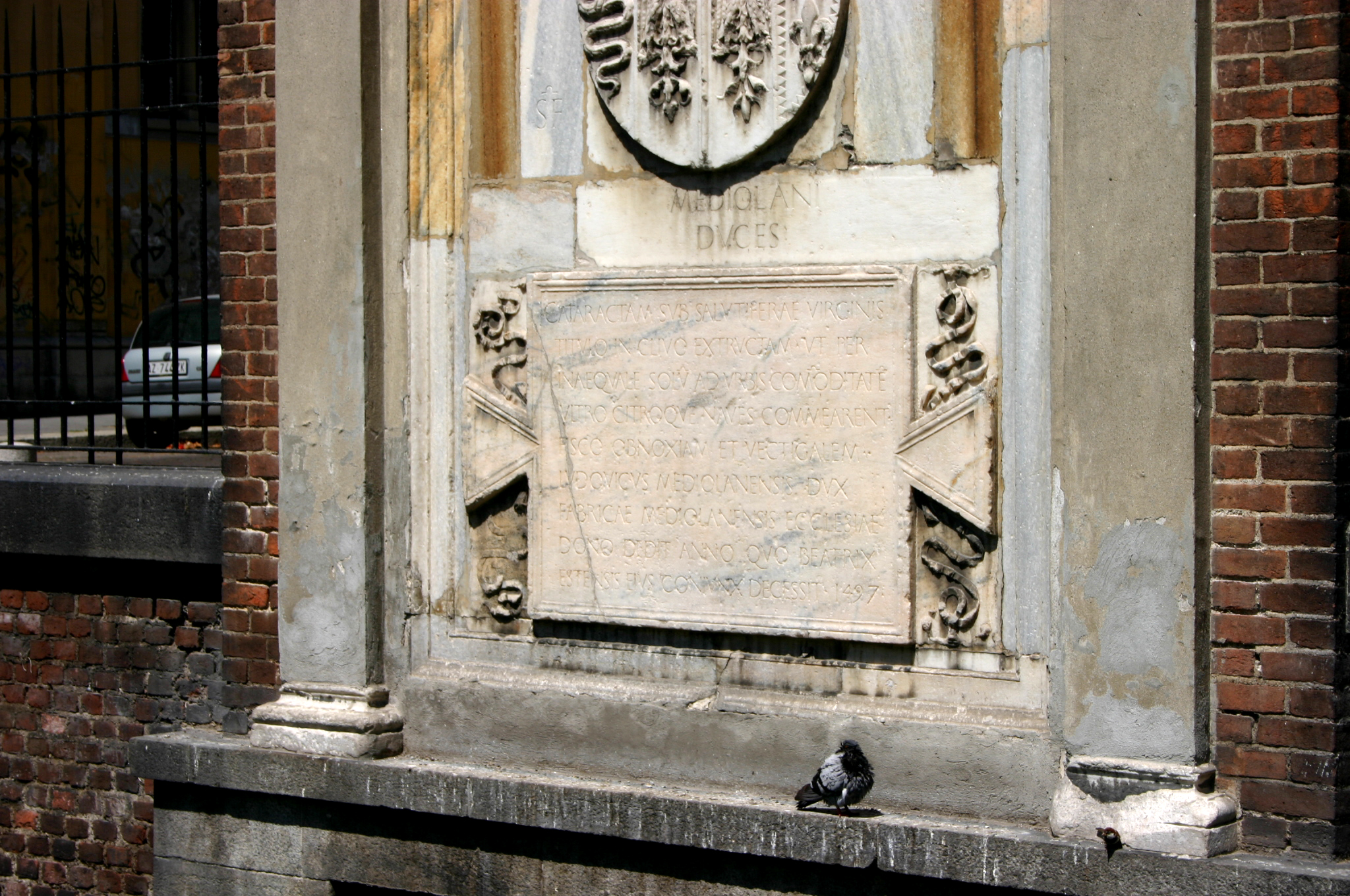
Particolare del decreto ducale posto sull'edicola presente in una delle estremità della Conca di Viarenna che garantiva l'esenzione dal dazio alle imbarcazioni che trasportavano i marmi che servivano per la costruzione del Duomo di Milano

Il Naviglio Grande a Milano negli anni cinquanta del XX secolo

All'inizio del XIII secolo vennero derivate anche le acque dell'Adda nel canale della Muzza per scopi irrigui. L'opera lunga e complessa, che non toccava minimamente gli interessi milanesi, risultò di grande importanza per Lodi e il Lodigiano. In questa epoca si diffuse fra i proprietari residenti in pianura la consuetudine di lasciar scorrere nei propri terreni le "altrui acque" utilizzandole anche per far muovere le ruote idrauliche (mulini, torcitoi e altri opifici). Esempi di impianti molinatori presenti lungo le vie d'acqua milanesi sono il Molino Dorino e il Mulino Vettabbia.
Nel 1272 parte del Canale Ticinello, quello compreso tra Abbiategrasso a Landriano, fu reso navigabile e divenne il Naviglio Grande. Il Naviglio Grande fu prolungato fino ai margini di Milano, dove giunse, non ancora navigabile, in precedenza, nel 1211: terminava il suo percorso nei pressi della basilica di Sant'Eustorgio, allora fuori dalla Porta Ticinese medievale. Il canale non era ancora collegato al fossato che circondava la città; ciò avverrà dopo oltre un secolo per le esigenze della Veneranda Fabbrica del Duomo. Il Naviglio Grande fu di fondamentale importanza per lo sviluppo dei commerci, del benessere e della potenza economica e militare di Milano, che dopo la vittoria su Federico Barbarossa nella battaglia di Legnano (29 maggio 1176) vide accrescere costantemente la propria egemonia, supremazia che portò poi alla nascita della Signoria di Milano.
Ancora prima di diventare un'importante via di comunicazione il Naviglio Grande, con le sue centosedici bocche d'irrigazione, dispensava acqua nelle campagne milanesi, riversando il suo flusso in direzione sud-est e modificando profondamente l'idrografia dell'area. Nuove rogge e canali solcavano ora la pianura, ma ciò non venne reputato sufficiente. Da Milano l'acqua del Ticino riprendeva la via delle campagne attraverso un nuovo Cavo Ticinello, indipendente dal precedente, che si dirige ancora oggi verso Selvanesco (oggi quartiere della periferia meridionale di Milano) irrigando i terreni dei nuovi signori della città, i Della Torre.
Nel 1359 Galeazzo II Visconti ordinò la costruzione di un Naviglio per Pavia allo scopo di irrigare il Parco della Vernavola, area verde che si estende dal castello Visconteo di Pavia a oltre la moderna Certosa di Pavia, e di un altro aqueducto derivante dall'Adda per irrigare una sua tenuta nei pressi di Porta Giovia a Milano. Il primo divenne il Navigliaccio, mentre del secondo non ne restano tracce, resti che forse sono stati coperti dal Naviglio della Martesana, che fu realizzato in seguito nella stessa zona.
La signoria dei Visconti, diventata Ducato di Milano nel 1396, perseguì con successo una politica espansionistica e la città divenne la capitale di uno Stato esteso, potente e ricco che aveva bisogno anche di simboli per sancire il proprio ruolo egemone. Gian Galeazzo volle per la sua città una cattedrale che rivaleggiasse con le maggiori d'Europa, il Duomo di Milano, la cui costruzione iniziò nel 1386. Il Duomo di Milano, il cui nome completo è "Basilica Cattedrale Metropolitana di Santa Maria Nascente", fu ricoperta interamente in marmo di Candoglia: quest'ultimo fu portato, attraverso il Naviglio Grande, da Candoglia, che si trova sulla sponda occidentale del lago Maggiore, direttamente a Milano in prossimità del cantiere, che distava 400 metri.
Si rese così navigabile la fossa che cingeva le mura, restringendola, approfondendola e trasformandola, come già accennato, nella Cerchia dei Navigli, e si prolungò fino a essa il Naviglio Grande, scavando un approdo, il laghetto di Santo Stefano, dove arrivavano tutti i materiali da costruzione necessari. Cinquant'anni dopo, nel 1438, sul tratto d'acqua che congiungeva il Naviglio Grande alla Cerchia dei Navigli venne realizzata, sotto il regno di Filippo Maria Visconti, la prima conca di navigazione dei Navigli milanesi, la Conca di Viarenna. La prima Conca di Viarenna fu poi demolita per far posto alle mura spagnole di Milano (chiamate anche Bastioni) venendo sostituita da un'omonima struttura che esiste ancora oggi e che fu realizzata dalla Veneranda Fabbrica del Duomo di Milano tra il 1551 e il 1558.
Le imbarcazioni destinate al cantiere del Duomo, a differenza di tutte le altre che percorrevano i Navigli milanesi, riportavano la scritta Auf (lat. Ad usum fabricae, ovvero "ad uso della fabbrica", cioè destinato alla Veneranda Fabbrica del Duomo di Milano), scritta che permetteva l'esenzione dai dazi. Da "AUF" è derivato il modo di dire "a ufo", che significa "gratis", "senza pagare". A una delle estremità della Conca di Viarenna è stata ricollocata un'edicola, originariamente situata su uno dei suoi lati, che riporta il decreto ducale del 1497 inciso su una lapide di marmo di Candoglia che esentava dal pedaggio e dal dazio, con la formula Auf, i barconi destinati al trasporto dei materiali per la costruzione del Duomo.
In precedenza (1359) era stato costruito il Navigliaccio, aperto a spese pubbliche, per irrigare il parco del Castello di Pavia di Galeazzo II e un altro aqueducto portava le acque dell'Adda al castello di Porta Giovia a Milano per bagnare un altrettanto grandioso giardino.

### Navigli nel XV secolo

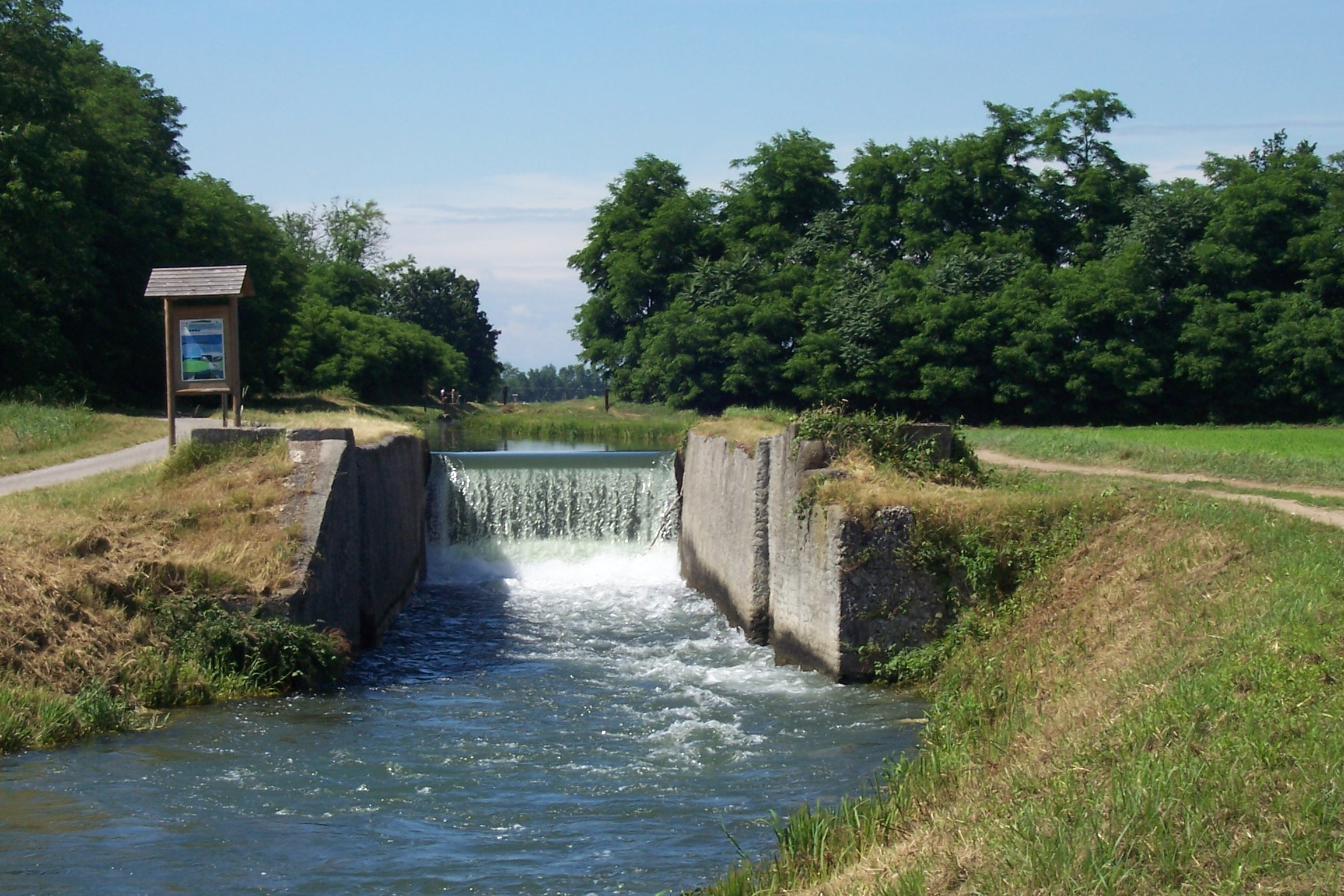
Una delle 12 conche del Naviglio di Bereguardo, non più navigato dal 1820.

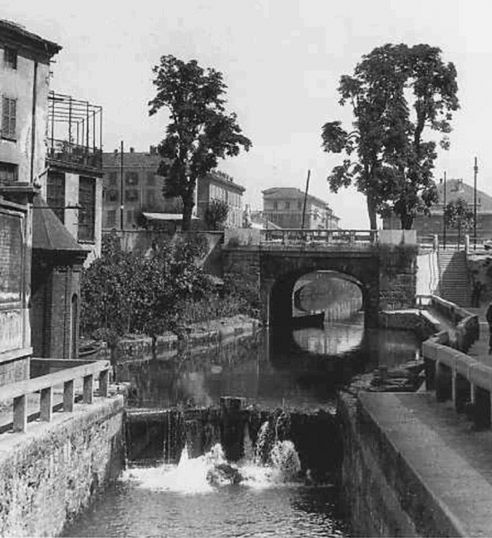
La Conca dell'Incoronata nel 1925, quando era ancora in funzione, prima dell'interramento dell'ultimo tratto del Naviglio della Martesana, che ha tolto l'acqua alla conca. Sullo sfondo si vede il ponte delle Gabelle

Fu il successore di Filippo Maria Visconti, il duca Francesco Sforza, a far costruire il Naviglio della Martesana, canale navigabile che va da Trezzo d'Adda alla Cassina de' Pomm e che è stato reso navigabile nel 1471; fu il duca Lodovico il Moro a portarlo in città collegandolo alla Cerchia dei Navigli nel 1496 e realizzando in questo modo la congiunzione delle acque dell'Adda e del Ticino.
Nel 1470, per volontà di Francesco Sforza, era già stato completato il Naviglio di Bereguardo, che dal Naviglio Grande raggiungeva il pianoro sopra il Ticino, a nord di Pavia. Nel 1496 fu invece realizzata la Conca dell'Incoronata (nota anche come Conca di San Marco), che si trovava lungo quel tratto cittadino del Naviglio della Martesana che è stato poi interrato.
In questo periodo di grandi realizzazioni idrauliche giunse a Milano Leonardo da Vinci, dove perfezionò la tecnica ed impiegò per primo, nella lettura e nello studio dei corsi d'acqua, la prospettiva a volo d'uccello.
| Conca                | Distanza km dall'incile | Salto in metri |
| -------------------- | ----------------------- | -------------- |
| Tombone di San Marco | 0,000                   | 0,000          |
| Dell'Incoronata      | 0,068                   | 1,300          |
| Grande di San Marco  | 0,704                   | 1,703          |
| Del Ponte Marcellino | 0,167                   | 0,409          |
| Di Porta Orientale   | 0,310                   | 0,749          |
| Di Viarenna          | 3,254                   | 1,483          |
| Totale               | 5,090                   | ---            |
| Totale salti         | ---                     | 5,834          |
| Discesa fondo        | ---                     | 2,116          |
| Dislivello totale    | ---                     | 7,950          |
| Ramo Vercellino      | 1,195                   | 0,055          |

Sempre nel 1496, sotto il regno del duca Lodovico il Moro, fu realizzato il collegamento tra la Martesana e la fossa interna, quando Leonardo da Vinci era ancora a corte.
Leonardo non fece tuttavia in tempo a elaborare progetti per realizzare un canale che, superando le rapide dell'Adda, consentisse il congiungimento diretto con il Lario. Li compilò e li consegnò nel 1518 a re Francesco I che nel 1500, sconfitto il Moro, si era impadronito del ducato. Erano troppo arditi per l'epoca e ci vollero quasi due secoli per aprire il Naviglio di Paderno e più di due per collegare Milano a Pavia grazie al Naviglio Pavese.

### La Darsena di Porta Ticinese

La Darsena di Milano all'inizio del XX secolo

Nel 1603 fu realizzata la Darsena di Milano, ovvero un bacino acqueo artificiale situato nei pressi di Porta Ticinese e utilizzato per l'ormeggio, il rimessaggio delle imbarcazioni che navigavano i Navigli milanesi; fu costruita, come trasformazione in un vero e proprio porto del preesistente laghetto di Sant'Eustorgio, dal governatore spagnolo Pedro Enríquez de Acevedo conte di Fuentes.
La Darsena fu realizzata a ridosso delle mura spagnole di Milano, costruite dal 1548 al 1562 e poi demolite all'inizio del XX secolo, assecondandone il perimetro del vertice sudoccidentale, da cui la caratteristica forma allungata e ricurva del bacino acqueo.
Un tempo serviva anche come zona di scarico per le merci trasportate da queste imbarcazioni: nel 1953 la Darsena di Porta Ticinese era al tredicesimo posto nella classifica dei porti nazionali per ricevimento merci, poi la sua funzione è cambiata, con la trasformazione da scalo merci a luogo turistico. La Darsena di Porta Ticinese ha come immissario il Naviglio Grande e come emissario il Naviglio Pavese.

### Navigli nel XVIII e nel XIX secolo

La tranvia Milano-Pavia, attiva dal 1880 al 1936, seguiva il percorso del Naviglio Pavese

Il Naviglio Pavese nacque dall'esigenza di Milano di essere collegata al mare, che si era già realizzata in tempi remoti attraverso la Vettabbia e il Lambro, e, dal 1470, grazie anche al Naviglio di Bereguardo. Questi erano però percorsi disagevoli per il tratto stradale che divideva il canale dal Ticino e dalla altre vie d'acqua, problema che causava estenuanti trasbordi a dorso di mulo o addirittura il traino di barche cariche dal fiume al canale.
Ciò consentiva a Pavia un completo controllo sui traffici da e per Milano. Il primo tentativo di scavo del Naviglio Pavese, canale che servì proprio a spezzare l'egemonia di Pavia nei traffici verso Milano, fu fatto durante la dominazione spagnola. I lavori si arrestarono nel 1610 poco oltre la seconda conca, all'incrocio con il Lambro Meridionale. 

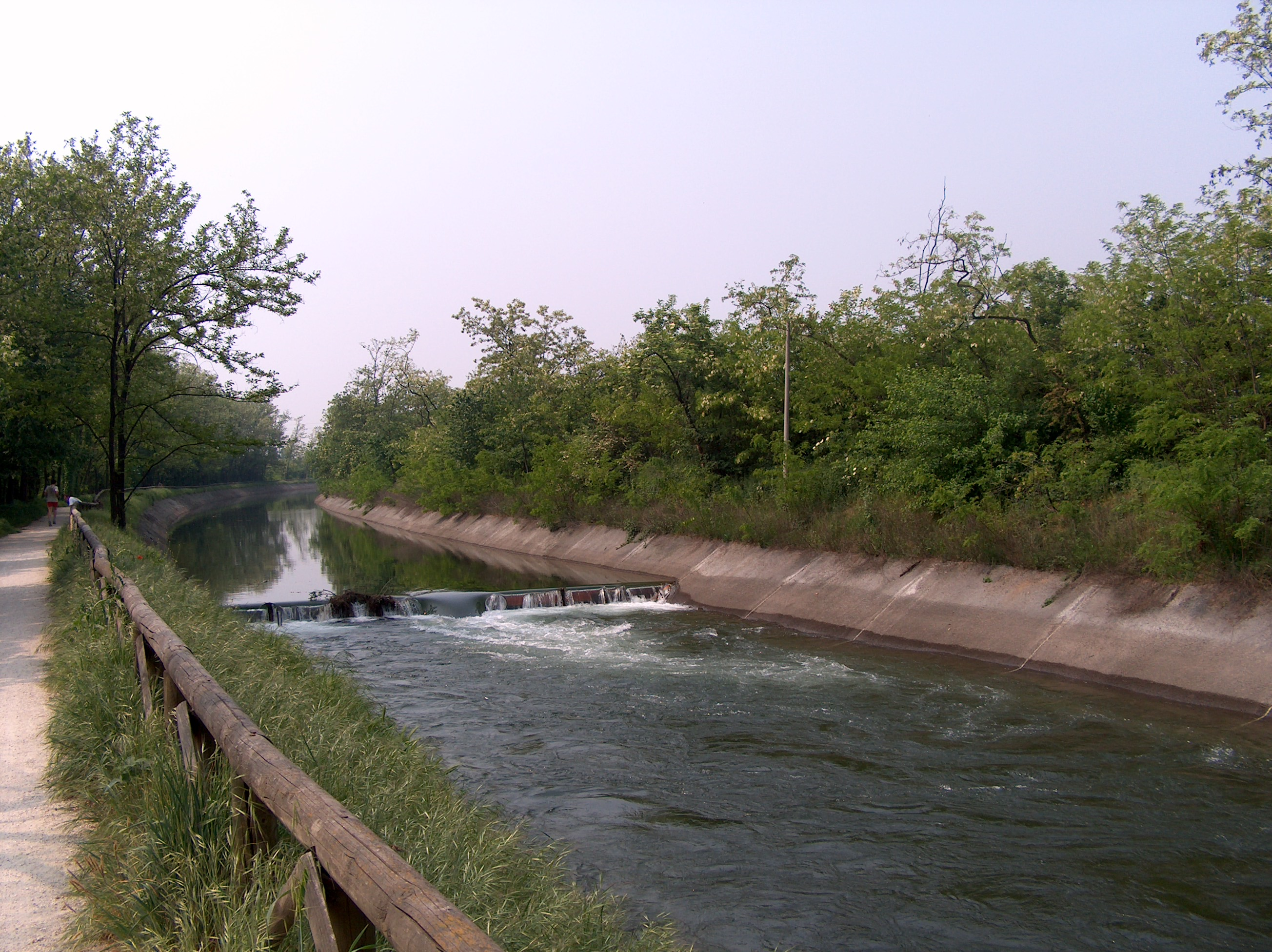
Il Canale Villoresi a Lainate

Nel 1706 alla dominazione spagnola subentrò quella austriaca che durò praticamente per l'intero secolo. L'assolutismo illuminato di Vienna creò le condizioni per la ripresa del territorio e dell'economia. Al governatore austriaco Girolamo di Colloredo si deve la decisione di realizzare degli sbarramenti in legno lungo le sponde dei Navigli, in modo da proteggere i cittadini dal rischio di cadere in acqua. Tuttavia, le guerre assorbirono molte risorse e dei Navigli di Milano si tornò a parlare solo dopo il 1770. Il completamento dell'opera si ebbe durante l'epoca napoleonica: con la costruzione della strada del Sempione tra il 1800 e il 1805 diventò naturale pensarne un'estensione verso il Po e il mare attraverso il Naviglio Pavese. 

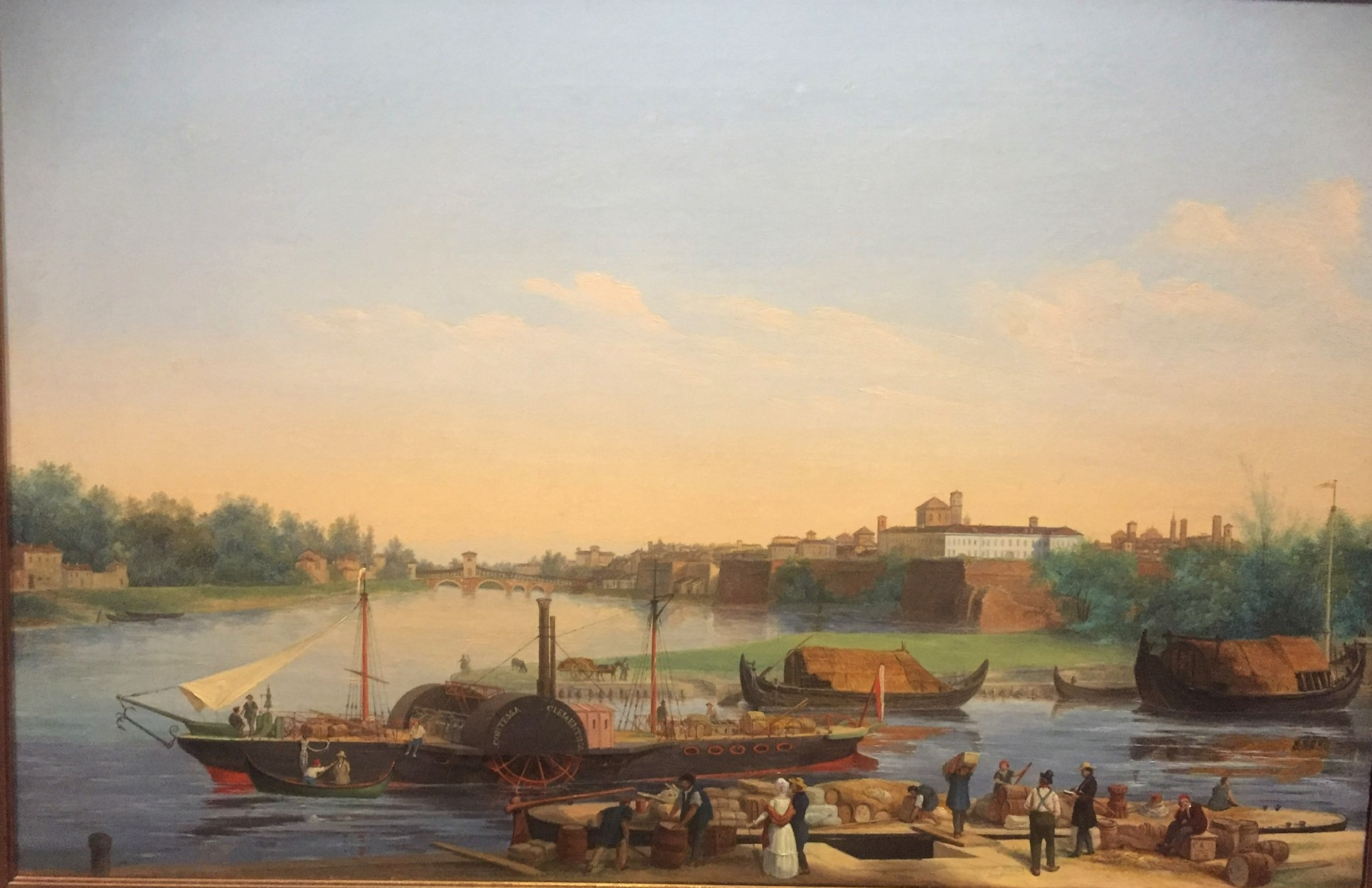
Francesco Trecourt, La darsena di Pavia alla confluenza del Naviglio Pavese nel Ticino con il piroscafo Contessa Clementina, 1859 circa, Pavia, Musei Civici.

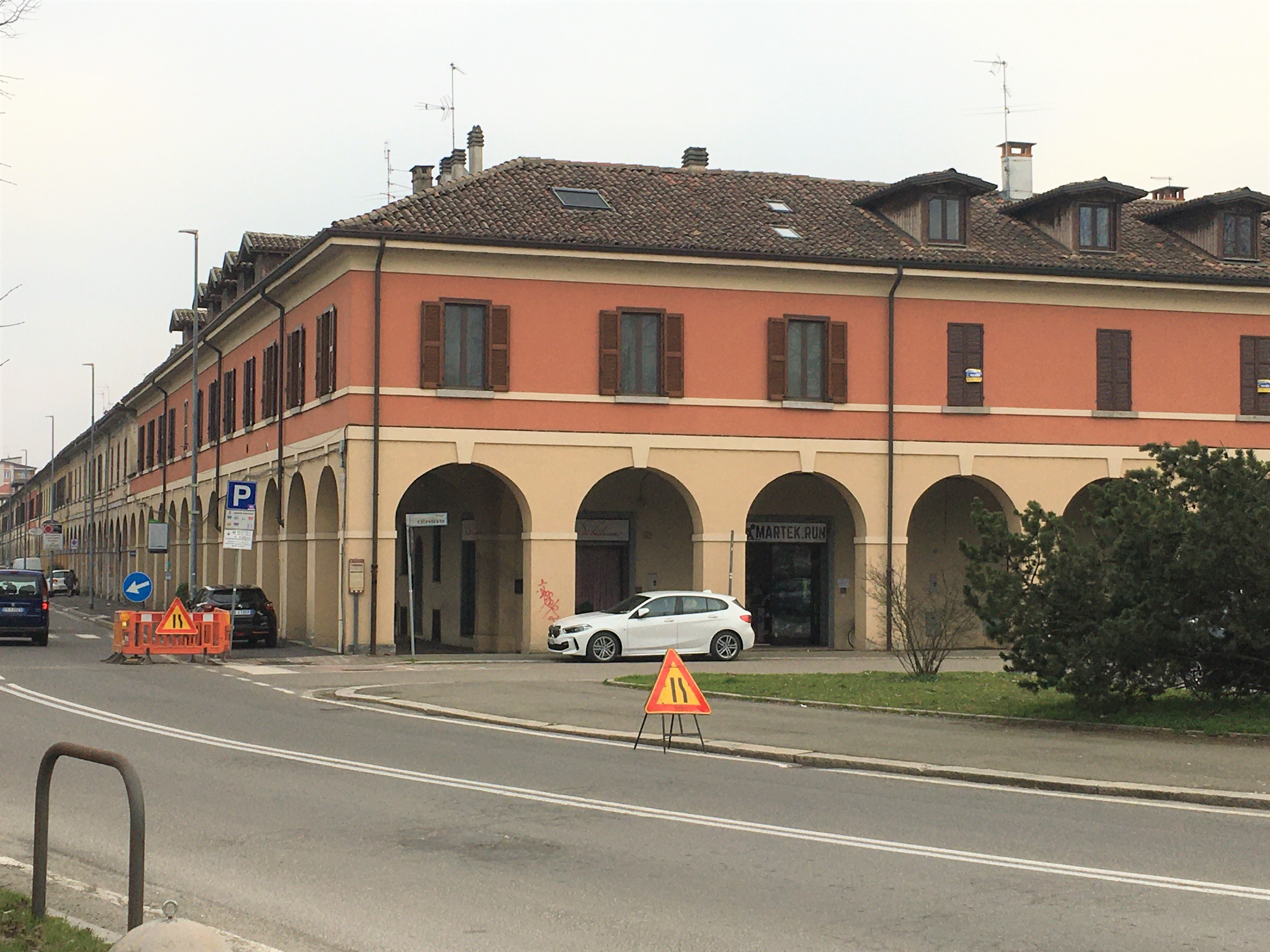
I magazzini di Borgo Calvenzano.

Fu poi lo stesso Napoleone a stabilirne la costruzione. I lavori partirono nel giugno del 1807, si interruppero dal 1813 al 1817 per la caduta di Napoleone, e furono conclusi a metà del 1819. L'arciduca Ranieri Giuseppe d'Asburgo-Lorena, viceré del nuovo Regno Lombardo-Veneto austriaco, poté inaugurare solennemente il Naviglio Pavese il 16 agosto dello stesso anno. Nel 1816 prese avvio la costruzione dei grandi magazzini porticati di Borgo Calvenzano, ideati come infrastruttura commerciale del naviglio. Già nel 1820, alla confluenza del Naviglio Pavese nel Ticino, nella Darsena di Pavia, cominciarono a operare i primi piroscafi a vapore, e, tra il 1854 e il 1859, il Loyd Austriaco organizzò una regolare linea di navigazione, sempre tramite piroscafi a vapore, tra Pavia, Venezia e Trieste, collegando così definitivamente (grazie al Naviglio Pavese) Milano al mare.
Nell'ultimo decennio della dominazione austriaca, le sponde della Cerchia interna vennero rese più sicure, realizzando parapetti in granito in sostituzione delle vetuste staccionate in legno. Furono sempre gli austriaci a realizzare alcune opere che, seppure lontane da Milano, furono fondamentali per la navigabilità tra il lago Maggiore e quello di Como: i lavori per il Naviglio di Paderno, che furono iniziati nel 1777, e la realizzazione del Cavo Redefossi, che venne costruito tra il 1783 e il 1786.
Bisognò invece attendere oltre l'Unità d'Italia per assistere alla costruzione del Canale Villoresi, penultimo in ordine di tempo tra i corsi d'acqua artificiali nel territorio milanese, seguito solo dal Canale Industriale. Il Villoresi, che ha cambiato e reso più redditizia l'intera agricoltura dell'Alto Milanese, ha il suo incile alla diga del Panperduto a Somma Lombardo, sul Ticino; la costruzione dell'incile del Villoresi ha cambiato quello del Naviglio Grande, che ora nasce praticamente dal Canale Industriale che - unitamente al Villoresi - esce dal Panperduto per alimentare tre centrali idroelettriche, oltre che per raffreddare la centrale termoelettrica di Turbigo.

### Navigli nel XX e nel XXI secolo

I lavori di copertura della Cerchia dei Navigli in via Francesco Sforza

Per lunghi secoli, la Cerchia dei Navigli fu attanagliata uno scarso ricambio delle acque, fenomeno particolarmente problematico in termini di inquinamento ambientale e di salute pubblica. Per risolvere la questione, nella seconda metà dell'Ottocento vennero proposte alcune soluzioni, tra cui il progetto preliminare di un battello a elica appositamente studiato per ripulire i canali dai rifiuti. La soluzione definitiva venne infine identificata nella copertura dei Navigli, operazione che si proponeva di risolvere anche una serie di problematiche legate alla viabilità terrestre.
I primi canali a essere interrati furono, tra il 1894 e il 1895, il Naviglio Morto e il Naviglio di San Gerolamo, ovvero i due rami della Cerchia dei Navigli che dipartivano dal Castello Sforzesco e che causavano gravi problemi igienici per via dall'acqua stagnante (entrambi, come già accennato, non avevano sbocchi, dato che il fossato del castello, loro originaria destinazione, venne interrato nel XVII secolo). Nel 1857 fu la volta del laghetto di Santo Stefano, anch'esso interrato per motivi igienici dovuti all'acqua stagnante.
La Cerchia dei Navigli venne completamente interrata tra il 1928 e il 1930. .
Nel passato il Naviglio della Martesana proseguiva il suo percorso cittadino, ora interrato all'incontro con Via Melchiorre Gioia, verso sud-ovest superando Porta Nuova, sottopassando prima le mura spagnole, poi il ponte delle Gabelle e infine incontrando la Conca dell'Incoronata, dopo la quale cambiava nome in Naviglio di San Marco. Poco dopo, quest'ultimo, dava origine al laghetto di San Marco, che si immetteva nella Cerchia dei Navigli attraverso la Conca di San Marco, mentre ora raggiunge i bastioni di Porta Nuova dove cambia bruscamente direzione verso sud-est mutando nome in Cavo Redefossi. Il Naviglio e il laghetto di San Marco, il Naviglio Vallone e il tratto del Naviglio della Martesana da Porta Nuova alla Conca dell'Incoronata sono stati completamente interrati contestualmente agli analoghi lavori di chiusura della Cerchia dei Navigli, ovvero tra il 1929 e il 1930; in questo contesto, gli ultimi tratti a essere cancellati furono il laghetto di San Marco e il Naviglio del Vallone, che alla fine del 1929 non erano stati ancora del tutto interrati.
Dal 2008 al 2010, la facoltà di architettura del Politecnico di Milano ha condotto alcuni studi relativi alla possibilità di ripristinare la Cerchia dei Navigli e dei canali connessi. Il progetto si è posto l'obiettivo di riaprire la Cerchia dei Navigli e dei canali connessi, ripristinando l'antica connessione tra il Naviglio della Martesana, da Cassina de' Pomm, nel punto in cui questo canale oggi si infossa sotto via Melchiorre Gioia, e il Naviglio Vallone, che sfocerebbe nuovamente nella Darsena di Porta Ticinese. L'idea generale del progetto è stata proposta al pubblico per la prima volta nella sua complessità in coincidenza con la presentazione del volume "Riaprire il Naviglio si può" il 15 marzo 2012 a Milano alla presenza dell'allora sindaco Giuliano Pisapia. A intervalli di tempo regolari si riparla di una possibile riapertura concreta dei Navigli: l'ultima proposta è avvenuta in occasione dei preparativi per l'Expo 2015, che è stato ospitato da Milano.

## Evoluzione storica dei Navigli milanesi
Di seguito una breve storia dell'evoluzione del sistema dei Navigli milanesi descritta da cartine. In blu sono indicati i canali irrigui, in giallo i navigli costruiti durante il periodo storico oggetto dell'immagine ed in rosso i Navigli preesistenti.

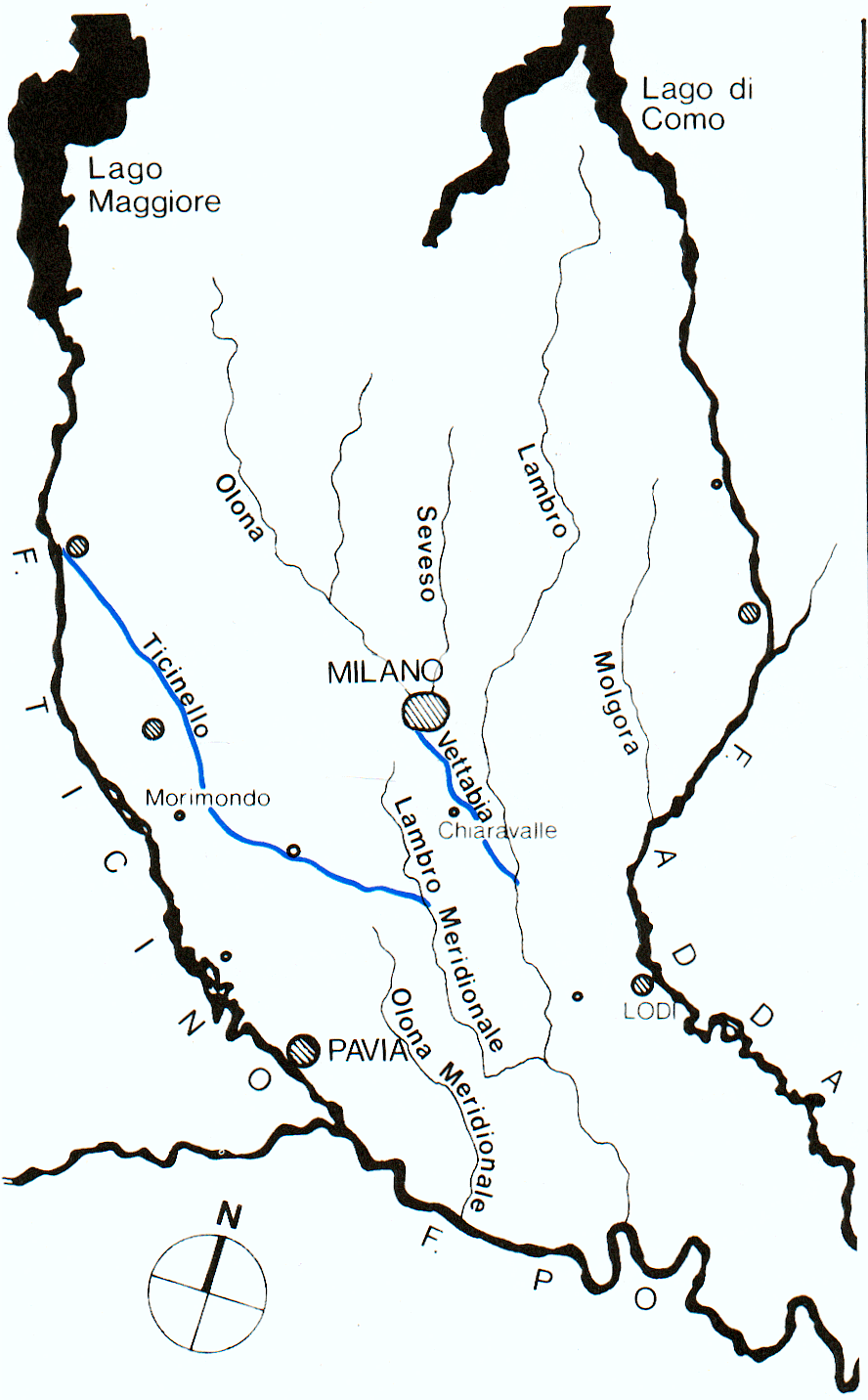
Navigli alla metà del XII secolo
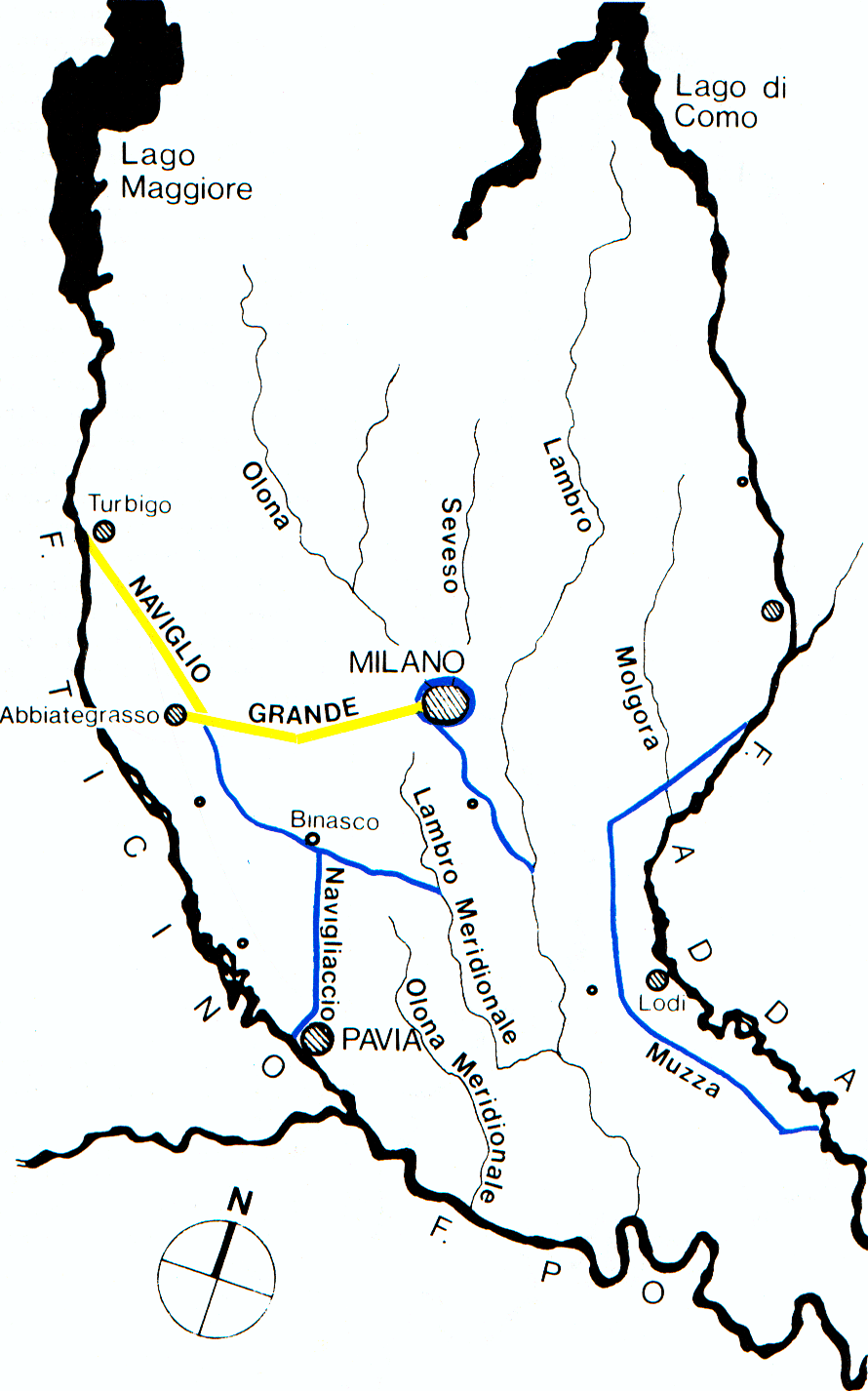
Navigli nel XIII secolo
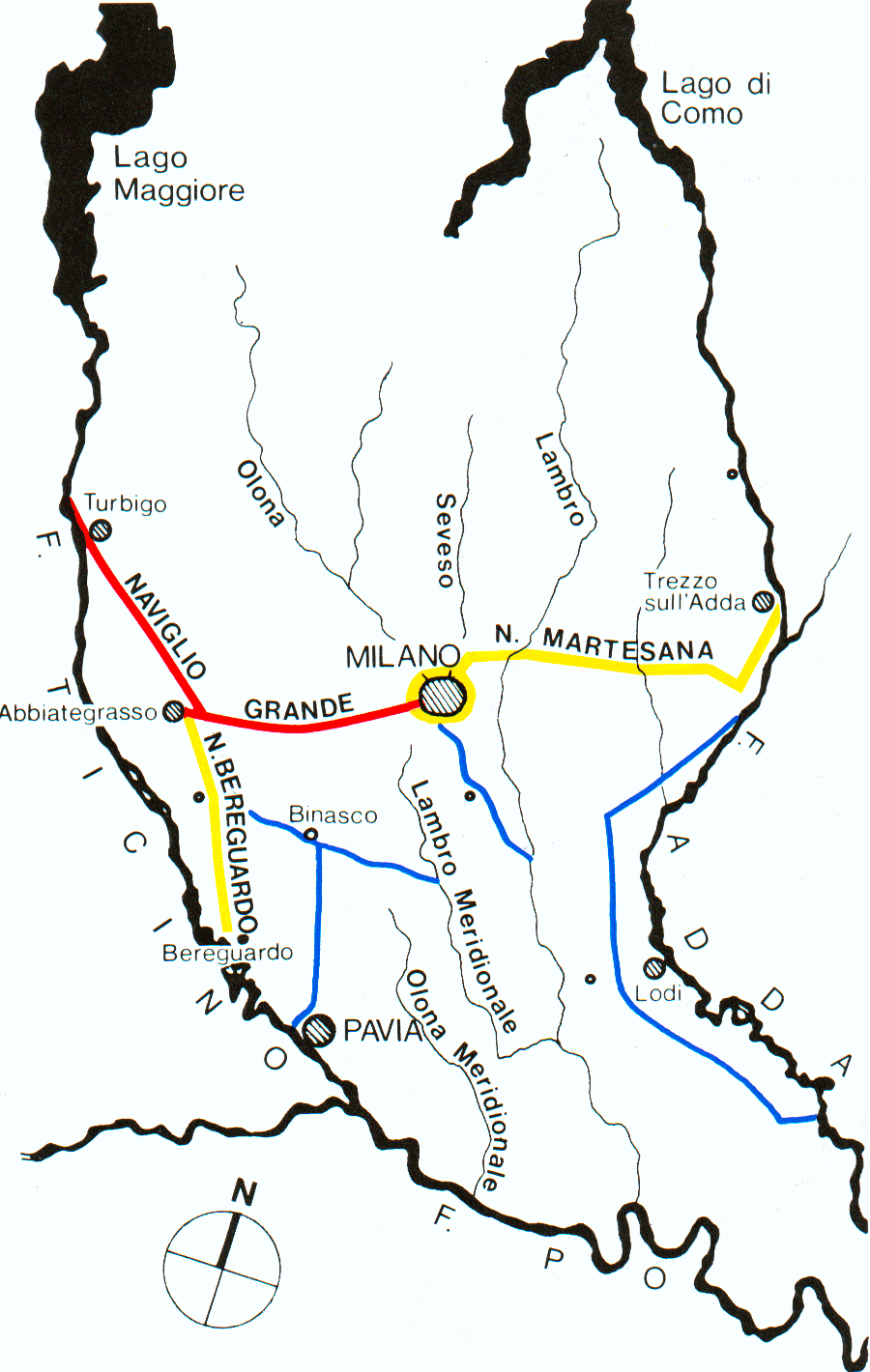
Navigli nell'anno 1457
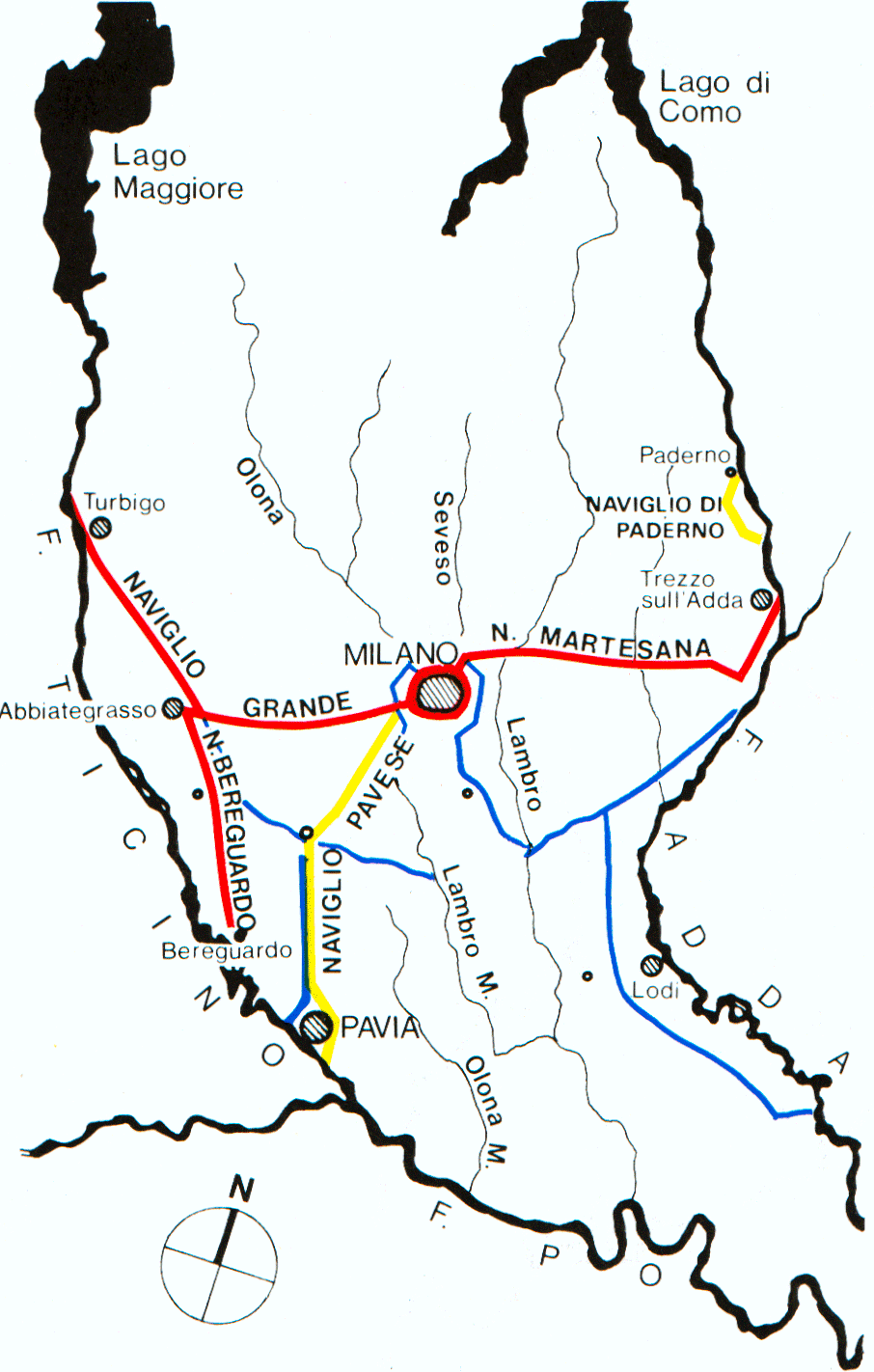
Navigli nel XVIII e XIX secolo
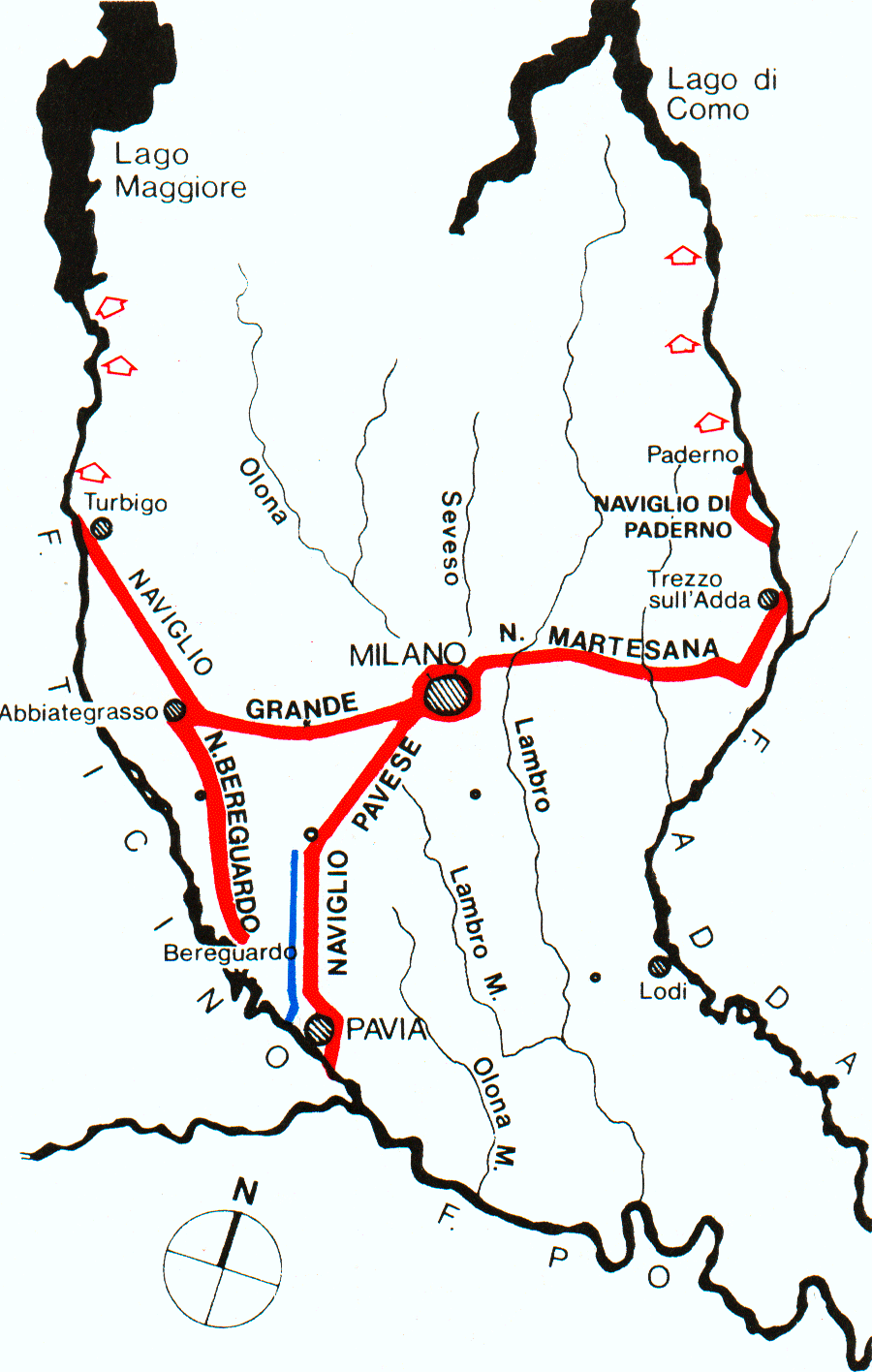
Navigli del Milanese e del Pavese nel XX secolo

## I navigli nell'arte

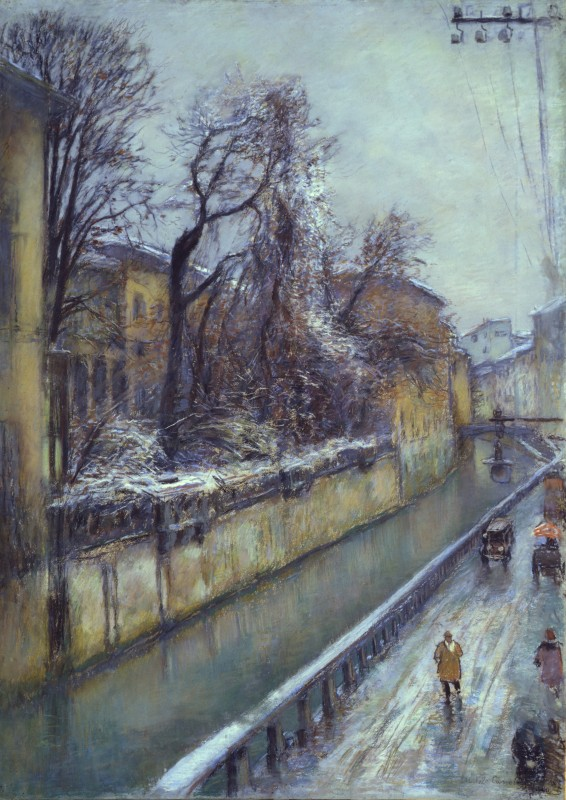
Michele Cascella, Lungo il Naviglio (1929), Collezioni d'arte della Fondazione Cariplo
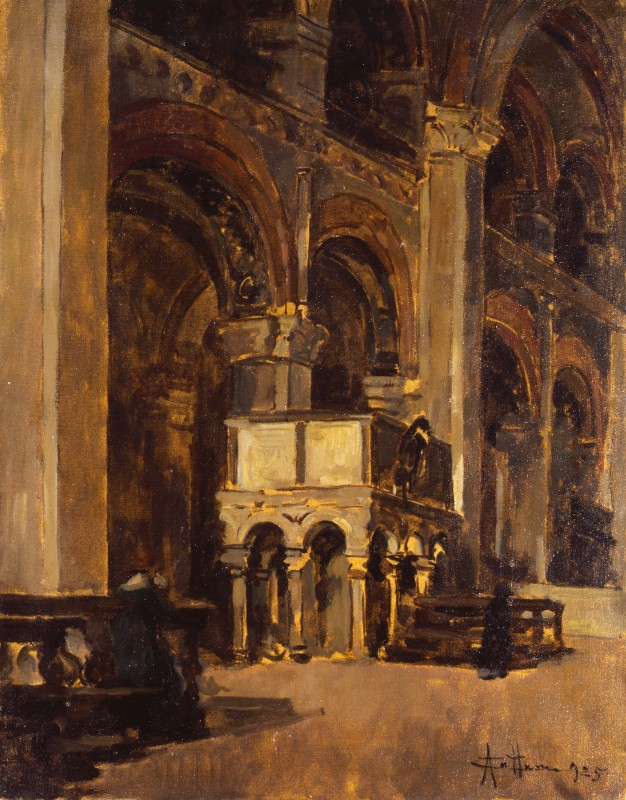
Achille Cattaneo, Interno della chiesa di Sant'Ambrogio, (1925), Collezioni d'arte della Fondazione Cariplo
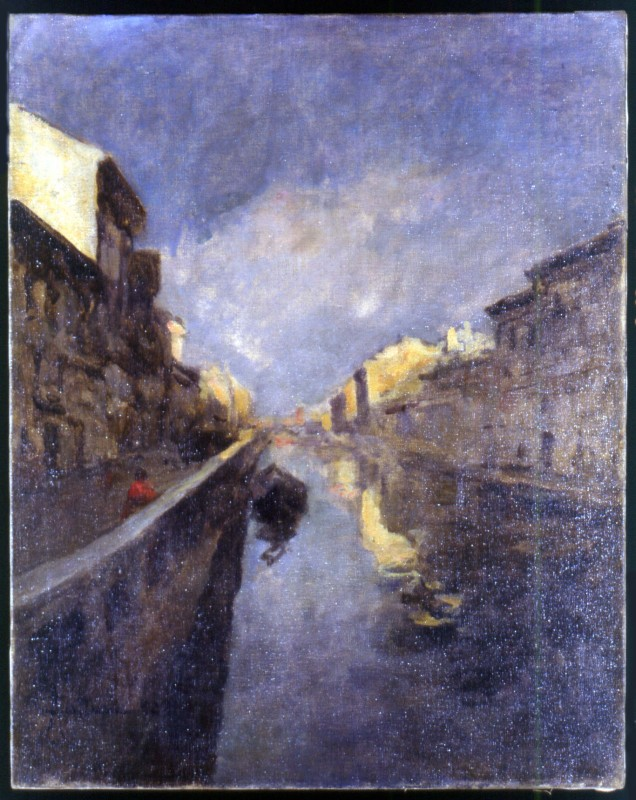
Achille Cattaneo, Il Naviglio, (1925), Collezioni d'arte della Fondazione Cariplo
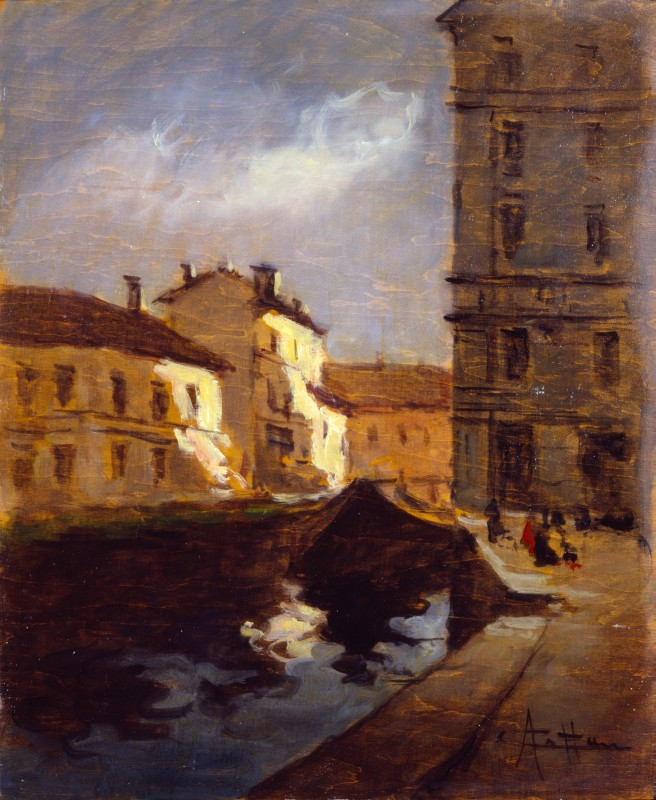
Achille Cattaneo, Il tombone di San Marco (1920-30 circa), Collezioni d'arte della Fondazione Cariplo
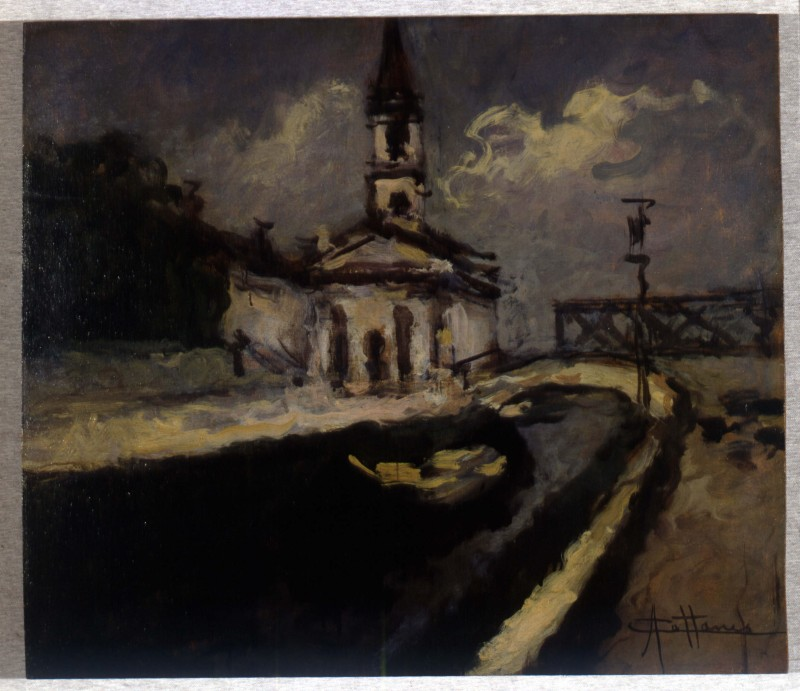
Achille Cattaneo, Veduta dei Navigli (1920-30 circa), Collezioni d'arte della Fondazione Cariplo
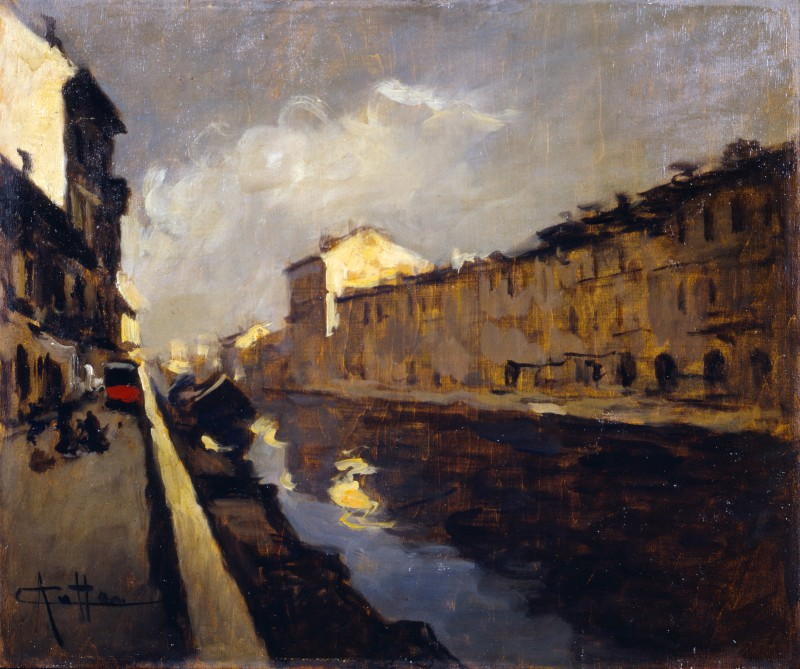
Achille Cattaneo, L'alzaia del Naviglio Grande a Milano (1920-30 circa), Collezioni d'arte della Fondazione Cariplo
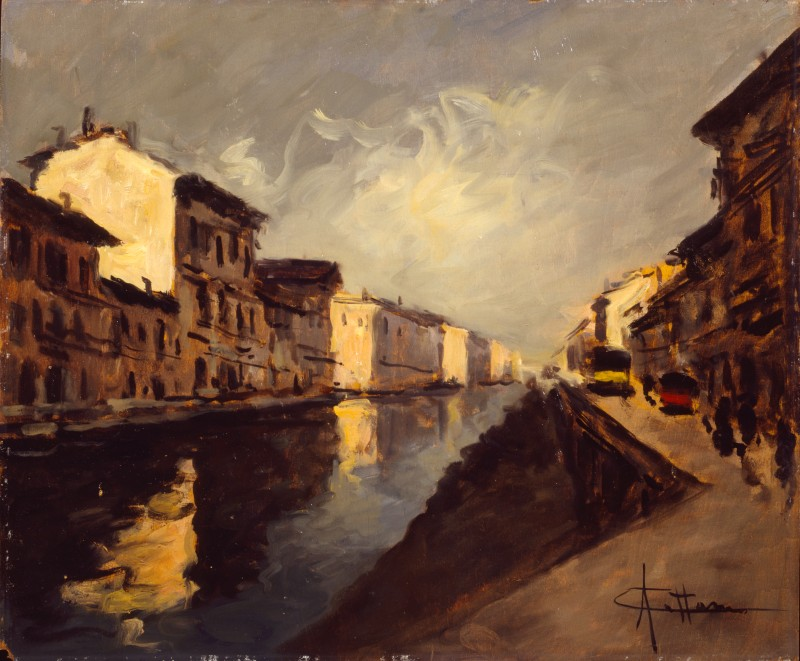
Achille Cattaneo, Il Naviglio a Porta Ticinese (1920-30 circa), Collezioni d'arte della Fondazione Cariplo
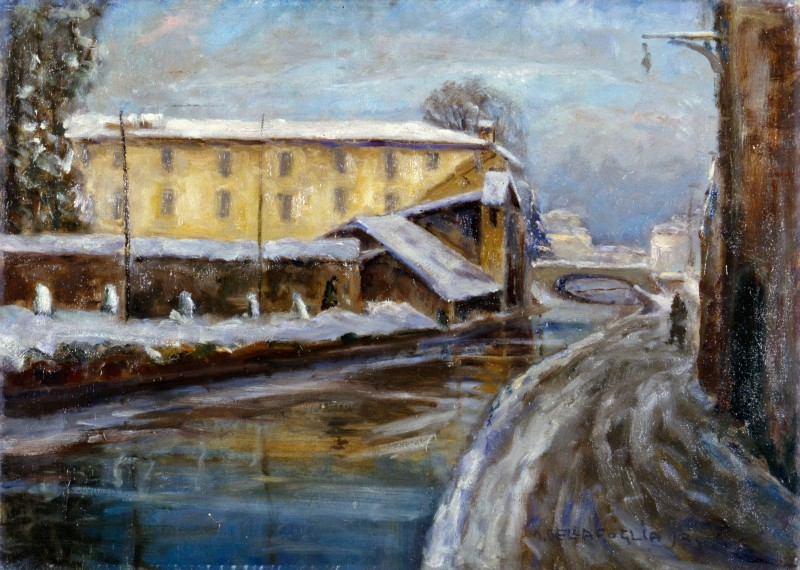
Naviglio (Mario Della Foglia)
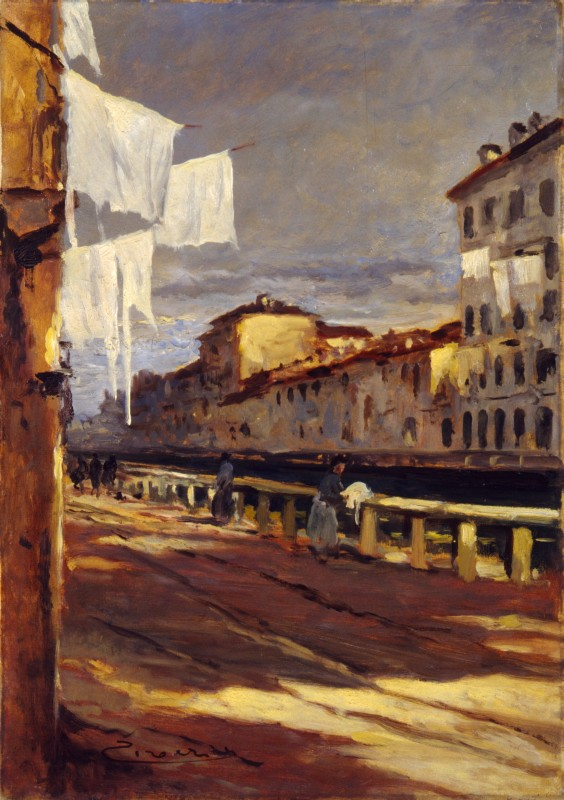
Naviglio (Umberto Zivieri)
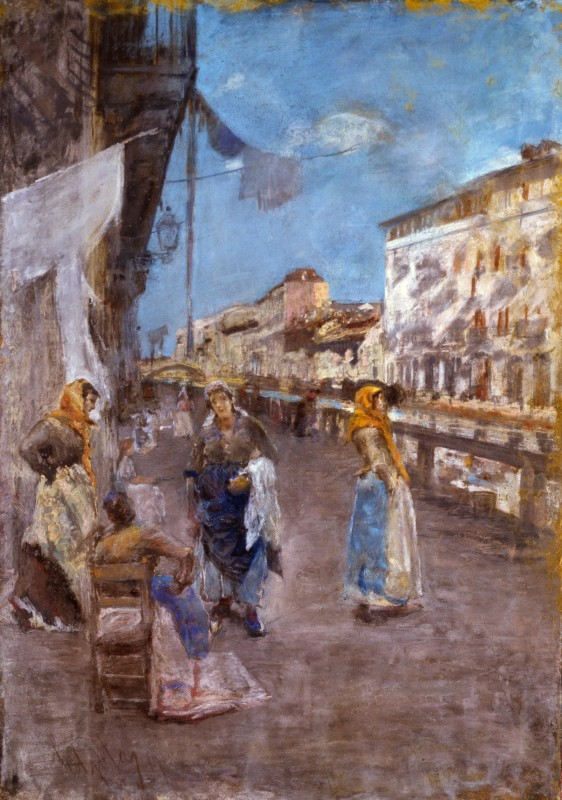
Lavandaie sul Naviglio (Emilio Gola)
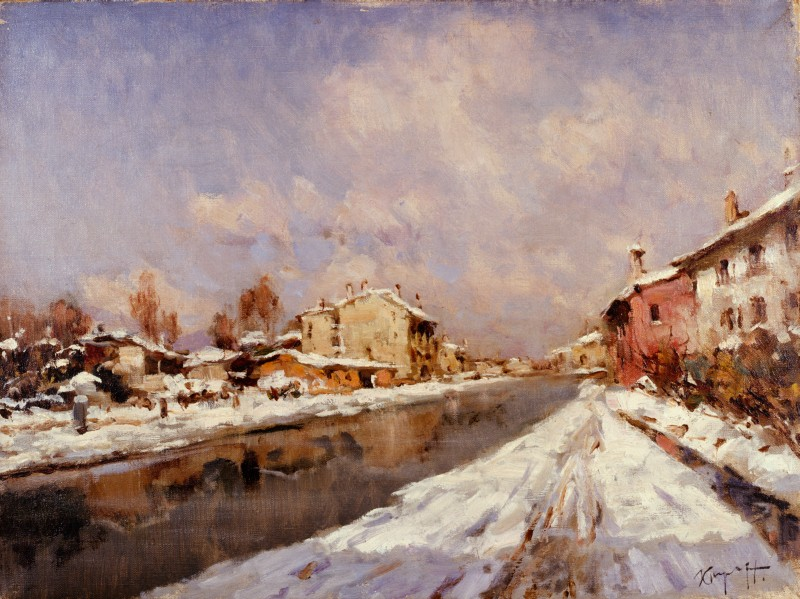
Naviglio d'inverno (Ivan Karpov)
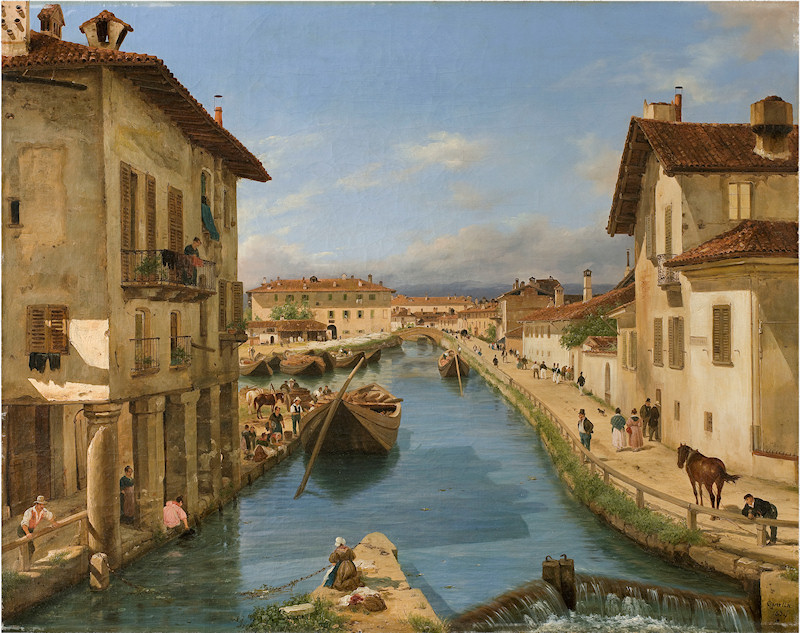
Veduta del canale Naviglio preso sul ponte di S. Marco in Milano (Giuseppe Canella)
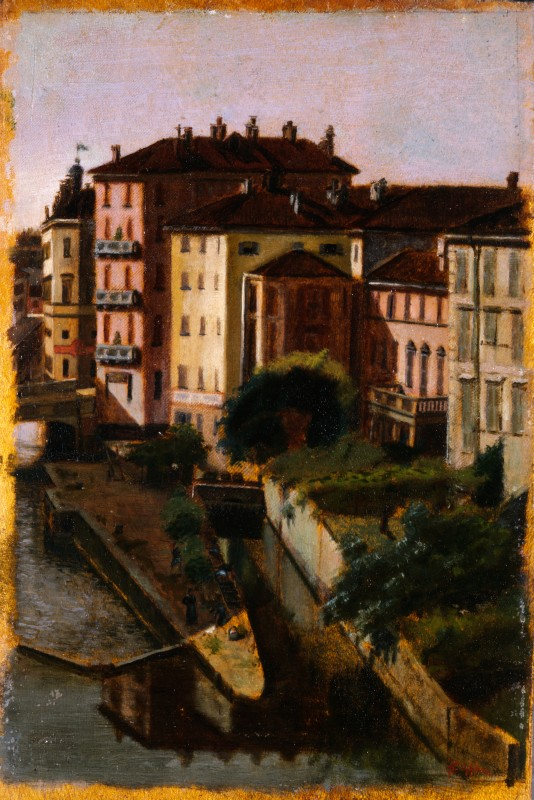
La conca di Porta Venezia; mattino d'estate (Carlo Bozzi)